# Nílusi forradalom
A nílusi forradalom vagy fiatalok forradalma utcai demonstrációk, felvonulások, polgári engedetlenségek, az egyiptomi kormányzatot támogató erőkkel történő összetűzések sorozata volt, amely 2011. január 25-én – az Április 6. Ifjúsága Mozgalom vezetése által kiválasztott napon – kezdődött Egyiptomban. Erre a napra esik a nemzeti rendőrség ünnepnapja is. Kezdetben több tízezren vonultak fel Kairóban és az ország más nagyvárosaiban. Bár a helyi jelentőségű tüntetések már megszokottak voltak, az 1977-es kenyérlázadás óta nem volt ekkora megmozdulás, és az ország történetében még nem volt ennyire szervezett tüntetés. A tüntetők társadalmi, vallási és életkor szerinti összetétele igen színes képet mutat.
A demonstrációk a a tunéziai felkelés kitörése után pár héttel indultak, és több tüntető a kezében lobogó tunéziai zászlóval jelezte is a két esemény közötti kapcsolatot. Ez a 2010–2011-es arab világbéli tüntetéseknek a tunéziai utáni egyik legnagyobb része. Az egyiptomi tüntetők motivációi elsősorban politikai és jogi természetűek voltak. Ilyen volt a rendőri brutalitás, a szükségállapottal indokolt törvények, a szabad választások és a véleménynyilvánítás szabadságának a hiánya, a korrupció, valamint az olyan gazdasági kérdések, mint a magas munkanélküliség az élelmiszerek magas inflációja, és az alacsony minimálbér. A tüntetések szervezői többek között szabadságot és igazságot, a rezsim végét, új kormányt és az egyiptomi nép érdekeinek képviseletét követelték.
Az egyiptomi kormány rögtön megpróbált mindent bevetni annak érdekében, hogy véget vessen a tüntetéseknek. Ezek többsége nem volt az életre veszélyes, általában gumibotot, vízágyút, könnygázt és gumilövedéket használtak a tüntetők ellen. Néhány esetben azonban éles lőszert is alkalmaztak, és ilyenkor halálos áldozatok is voltak. Január 29-éig legalább 105 tüntető vesztette az életét, 750 rendőr és 1500 tüntető sebesült meg. Kairó, az ország fővárosa háborús területnek számított. Szuez kikötővárosban is gyakoriak voltak az összecsapások. A kormány kijárási tilalmat rendelt el, de ezt a tüntetők nem tartották be, és ennek betartatása érdekében sem a rendőrség, sem a hadsereg nem lépett fel. A Mubárakhoz hű Egyiptomi Központi Biztonsági Erőket hamarosan a katonaság váltotta fel. Mivel azonban ők nem ügyeltek a közbiztonságra, elharapóztak a fosztogatások, és a polgárok önkéntes csoportokat hoztak létre, hogy védelmezzék a fontosabb épületeket. Február 11-én Omar Szulejmán alelnök bejelentette Mubárak lemondását, aki Kairót elhagyva a nyugodtabb légkörű Sarm es-Sejk üdülőhelyre húzódott vissza.

## Előzmények

### Szükségállapot
Egyiptom egy félig elnöki rendszerben működő köztársaság, amelyben az 1958. évi 162. törvény értelmében 1957-től – egy 18 hónapos időszakot leszámítva – folyamatosan szükségállapot van. A törvény alapján kiterjesztették a rendőrök jogait, felfüggesztették az alkotmányos jogokat és cenzúrát vezettek be. A törvény kifejezetten tiltja a nem kormányzati szervezésű politikai gyűléseket. Hivatalosan tiltják az utcai demonstrációkat, a be nem jelentett politikai szervezeteket és ezek pénzügyi támogatását. A törvény alapján 17 000 embert tartóztattak le, a politikai foglyok számát pedig 30 000 körülire teszik. A szükségállapot értelmében a kormány akárkit akármilyen vád alapján előre nem meghatározott indokokkal is bebörtönözhet. Így ítélet nélkül is akármeddig be lehet zárni embereket. A kormány mindig azt hangoztatja, hogy ha szabad választásokat tartanának, olyan ellenzéki szervezetek kerülnének hatalomra, mint amilyen a Muszlim Testvériség. Ellenzői azzal érvelnek, hogy ez ellentétben áll a demokrácia alapértékeivel. Ahhoz elengedhetetlen lenne, hogy az állampolgároknak méltányos bírósági eljárásban való részvételre legyen lehetősége. Emellett lényeges, hogy minden szavazónak egyformán számítson a szavazata, attól függetlenül, hogy ezzel kit akar segíteni.

### Rendőri brutalitás

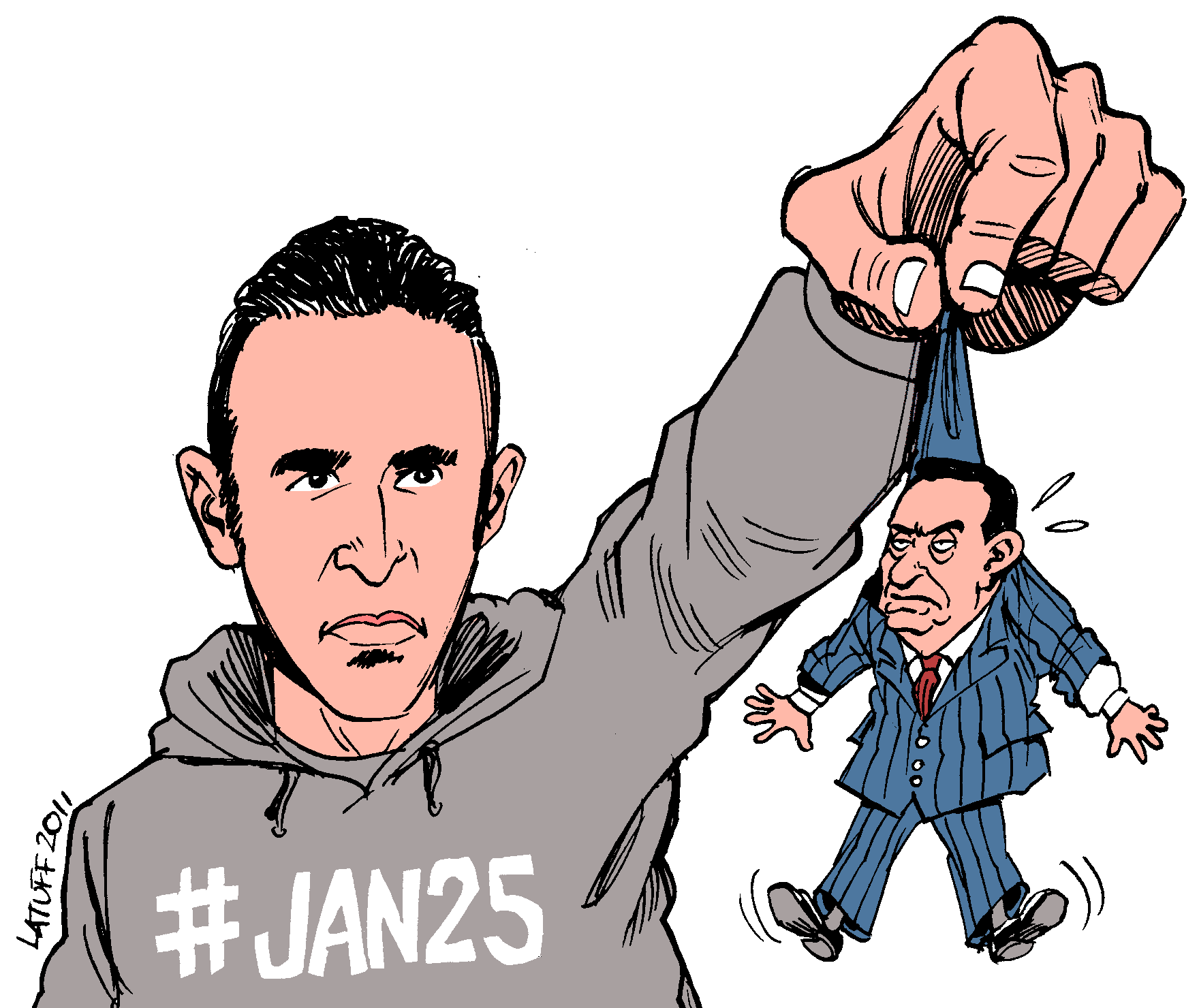
Carlos Latuff egyik politikai karikatúrája, amin Háled Mohammed Szaíd Hoszni Mubárak figuráját lógatja

Háled Mohammed Szaíd kétes körülmények között halt meg 2010. június 6-án Alexandria Szídi Gáber nevű negyedében. Több szemtanú is megerősítette, hogy rendőrök verték agyon.
Január 25-én Mohammed el-Barádei, a Nemzetközi Atomenergia-ügynökség korábbi elnöke Alexandriában tüntetést szervezett a rendőrök állítólagos brutalitása ellen, és meglátogatta Szaíd családját, akiknek részvétét fejezte ki.
A jelentések szerint a rendőrök nem alkalmaztak erőszakot. Egy rendőr egyszer az egyik tüntetőnek azt mondta, hogy már csak három feladata van, és utána átáll az ő oldalukra.

### Mubárak elnöksége

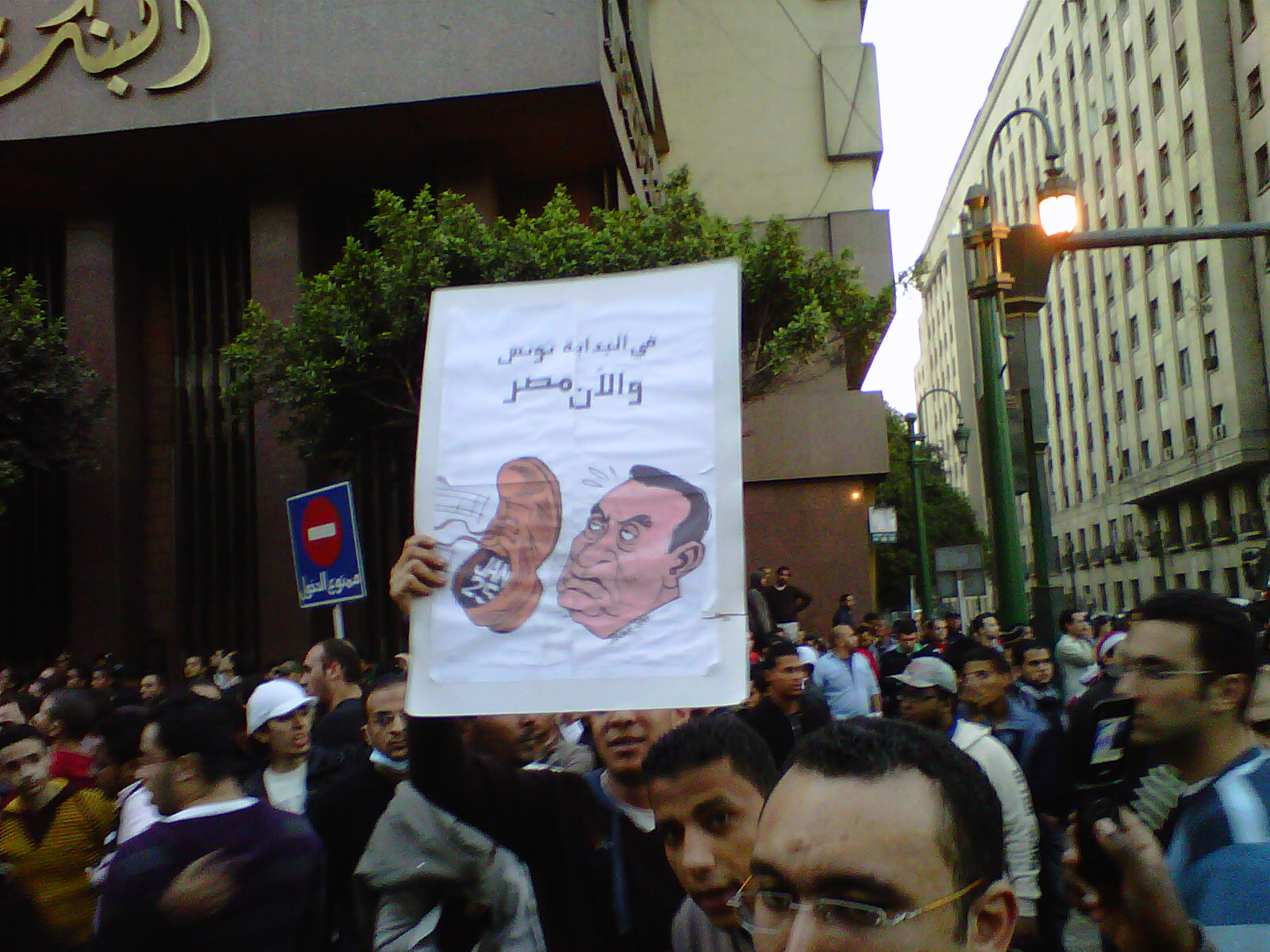
A tüntetők egy cipőt ábrázoló jelet tartanak a magasban. Mubarak elnök arca mellett a következő szöveg olvasható: „Január 25.”

Anvar Szádát 1981-es, iszlamisták által történt meggyilkolása óta a korábbi alelnök, Hoszni Mubárak irányította az országot. Kormánya, amit a média és egyes nem kormányzati szervek is kritizáltak, az iszlamisták visszaszorítása miatt az Amerikai Egyesült Államok támogatását élvezte. Ezen kívül azért is támogatták, mert Szadat példáját követve alapvetően Izrael mellé állt. Ennek az lett a következménye, hogy az USA területén alig lehetett olvasni az egyiptomi tüntetésekről, és az itteni törvénysértések is szó nélkül maradtak.

### Korrupció
Mubárak elnöksége alatt a Belügyminisztérium berkein belül drámaian elharapózott a korrupció. Ezek a korrupciós ügyek odáig vezettek, hogy politikai szereplőket és fiatal aktivistákat is tárgyalás nélkül bebörtönöztek. Egyetemeket, mecseteket zártak be, újságírókat távolítottak el politikai alapokon. Egyéni szinten minden köztisztviselő a maga szintjén beleláthatott bárki magánszférájába, gyakoriak voltak a kínzások, a hatalmi túlkapások és az előzetes eljárás nélküli letartóztatások. Ennek csak az erőszak korlátai, és nem a törvények szabhattak itt gátat. Ez alapján tartották fenn a köztisztviselők a felügyeletük alá tartozó területen a rendet.
A Transparency International (TI) 2010-ben kiadott, a korrupció részarányát mérő indexéről szóló jelentése szerint az üzletemberek és az ország elemzői véleménye alapján az ország korrupciós indexe a 10 fokozatú skálán 3,1 volt (a legkorruptabb érték 1, a legtisztább gazdasági pedig 10). Egyiptom a 178 vizsgált ország közül a 98. legkorruptabb állam volt.

### Gazdasági környezet
Gamal Abden-Nasszer jelentősen központosította az ország gazdaságát. Anvar Szádát azonban az infitáh („nyitás”) politikájával enyhített a korábbi állami irányításon. Mubárak ebben is folytatta elődje politikáját. 2004 és 2008 között számos olyan gazdasági döntést hoztak, amelyekkel meg akarták nyerni a külföldi befektetők bizalmát. A gazdasági világválság miatt leálltak a gazdasági nyitással, így már nem is akarták olyan mértékben növelni az ország GDP-jét.
A világgazdaság visszaesése miatt 2009-ben az ország gazdasági növekedése csak 4,9%-os volt. A válság elsősorban a turizmust és az olyan exportorientált ágazatokat érintette, mint amilyen a feldolgozóipar. Növekedett a munkanélküliség. Abban az évben a kormány egy 2,7 milliárd dolláros gazdaságélénkítő csomagot fogadott el. Ezzel elsősorban az infrastruktúrát és az exportra termelést akarta élénkíteni. 2010-ben további 3,3 milliárd dollárt irányzott elő, amivel szintén a gazdasági visszaesést akarta megállítani.
Az elemzők 2010. eleji becslése szerint Ahmed Nazíf kormányának újra át kellett volna alakítania a gazdaságot, hogy beindítsa azt, növelje a külföldi befektetők bizalmát és javítsa az ország lakosainak gazdasági lehetőségeit. A magas gazdasági növekedés ellenére az átlag egyiptomi polgár életminősége nem javult számottevően. 2010. végi jelentések szerint az ország 80 milliós lakosságának mintegy 40%-a nagyjából napi 2 dolláros bevételből volt kénytelen megélni.

### Külkapcsolatok
A külföldi partnerek, a nyugati kormányok és főképp az USA fontos szövetségesként tekintett Egyiptomra, és nagy szerepe volt az izraeli–palesztin béketárgyalásokban is. Az 1967-es és 1973-as háborúk után Egyiptom és Izrael 1979-ben békeszerződést kötött Camp Davidben. A megállapodás értelmében a két fél beszünteti a harcokat, és a szerződés mindkét aláírója több milliárd dollárt kap az USA kormányától. Ez Egyiptom esetében évente több mint 1,3 milliárd dolláros katonai segítséget jelentett, és ezen felül jött még a gazdasági és fejlesztési támogatás. Sok egyiptomi szerint Mubárak csak a Nyugat érdekeit akarta kiszolgálni, és nem figyel oda saját népére. Ez elsősorban a fiatalok körében váltott ki felháborodást.

### Hadsereg
Az Egyiptomi Fegyveres Erőknek a polgárok előtt nagyobb tisztelete volt, mint a rendőrségnek. A hadsereg tagjait képzett embereknek tartották, akik az országot védelmezik, míg az utóbbit korrupt szervezetnek, ami többeket törvénytelenül zaklat. A hadsereg vezetői közé tartozott Mohammed Huszejn Tantávi hadügyminiszter és Számi Háfez Enán tábornok, az egyiptomi haderő vezérkari főnöke. 1950 óta az ország mind a négy elnöke a hadseregből került az elnöki székbe. Az egyiptomi hadseregnek a tüntetések idején 468 500 aktív és 479 000 tartalékos katonája volt. Egyiptom GDP-jének 3,4%-át költötte honvédelemre, ezzel 34. az országok között.

### Túlnépesedés
1966-ban az ország lakossága mindössze 30 083 419 fő volt. Polgárainak száma a 2010-es évek elejére nagyjából 80 000 000 főre duzzadt. Legnagyobb részük a Nílus partján, 40 000 négyzetkilométernyi területen él, mert csak itt van az országban megművelhető földterület. A túlnépesedés miatt minden erőforrás szűkösnek bizonyult. Kevés a megművelhető föld, a házterület, és állást is nehezen lehet találni.

### A 2010-es választások
A 2010 decemberében megtartott választásokat a média befolyásolása, letartóztatások, jelöltek kitiltása és állítólag választási csalások kísérték. Így sikerült elérni, hogy a kormányzópárt majdnem az összes szavazatot megszerezze.

### Robbantás Alexandriában
2011. január 1-jén korán bombát robbantottak Alexandriában, közvetlenül egy templom előtt. A merényletben 23 kopt keresztény életét vesztette. A merénylet mögött állítólag a gázai központú Iszlám Hadsereg állt. A támadás után sok keresztény az utcán tüntetett az erőszak ellen, és később muzulmánok is csatlakoztak a tüntetéshez. Miután Kairóban és Alexandriában is összecsapások alakultak ki a rendőrök és a tüntetők között, többen is Mubárak hatalmát megkérdőjelező szlogeneket skandáltak.

## Tüntetések

### Önégetések
Egyiptomban legalább hat ember gyújtotta fel magát. Közéjük tartozott egy olyan férfi is, akit az akció alatt letartóztattak Kairó egyik külvárosában. Abu Abd el-Monim Dzsaafar, egy 49 éves étteremvezető az Egyiptomi Parlament épülete előtt borította magát lángokba.
|    | Név                       | Otthona          | Dátum            | Referencia    |
| -- | ------------------------- | ---------------- | ---------------- | ------------- |
| 1. | Abu Abd el-Monim Dzsaafar | Sibín el-Kanáter | 2011. január 17. | [ 50 ] [ 51 ] |
| 2. | Mohammed Farúk Haszan     | Kairó            | 2011. január 18. | [ 52 ]        |
| 3. | Ahmed Hásim asz-Szajjed   | Alexandria       | 2011. január 18. | [ 53 ] [ 54 ] |
| 4. | Mohammed Assúr Szorúr     | Kairó            | 2011. január 18. | [ 55 ]        |

### Halálesetek Szuezben
A tüntetéssorozatot megelőzően messze Szuezben volt a legnagyobb elégedetlenkedés a kormányzat ellen. Szemtanúk állításai alapján arra lehet következtetni, hogy a hivatalos adatnál (hét főről számoltak be) lényegesen többen vesztették itt az életüket. Sokan mészárlásként írták le az itt történteket. Ezt látszik alátámasztani az is, hogy betiltották a Szuezből történő közvetítést.

### Napról napra
Január 25. – „A harag napja”

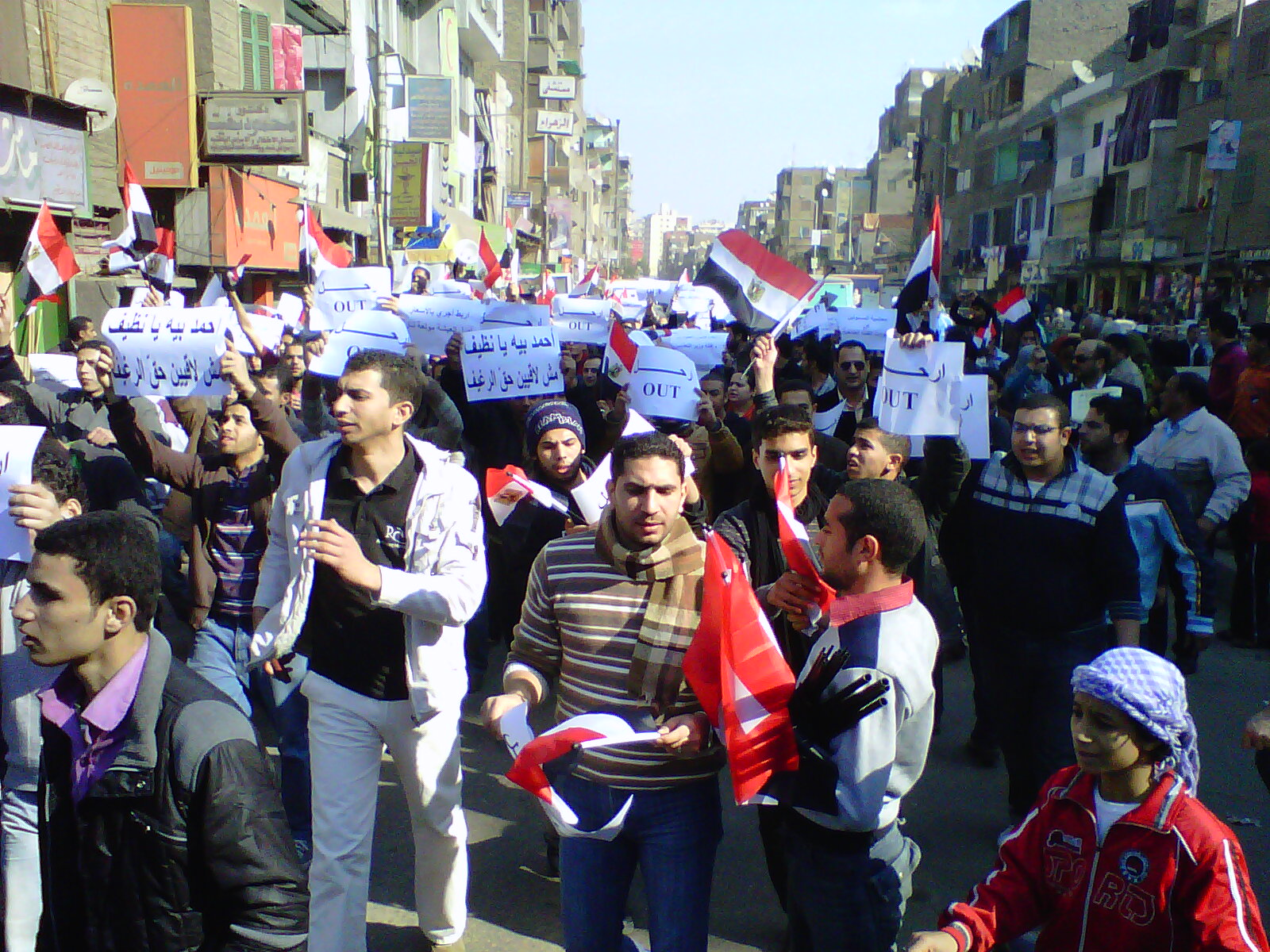
Tüntetők felvonulása január 25-én. A demonstrálók innen a Tahrír térre, Kairó belvárosába mentek, és ott folytatták a megmozdulásokat.

Január 25-én, a harag napján (arabul: يوم الغضب, jaum al-gadab) vagy a forradalom napján több városban, így Alexandriában, Szuezben, Kairóban és Iszmáílijjában. Kairóban a tüntetők kedden reggel a belvárosban, a Legfelsőbb Bíróság épülete előtt gyűltek össze. Ez a nap az egyiptomi rendőrség napja. A bíróság előtt tartott felvonuláson a szokásosnál jóval többen vettek részt. Ez volt az első eset, hogy át tudták törni a biztonsági kordont, és egészen a Tahrír térig jutottak. A jelentések szerint Szuezben két tüntető, Kairóban pedig egy rendőr vesztette életét. A fővárosban a rendőrök könnygázt vetettek be a tüntetők ellen, akik kövekkel viszonozták a támadást, és meghátrálásra késztették a biztonsági erőket.
Kairóban a tüntetésen több ezren vettek részt, közülük 15 000 ember a Tahrír téren. Alexandriában 20 000 ember vonult fel. 200 elégedetlen demonstrált a déli Asszuán, 2000 fő a keleti Iszmáílijja, 3000 elégedetlenkedő pedig az északi Mahalla városában.
Január 26.
Január 26-án az előző napihoz hasonlóan több ezren vonultak az utcákra. A tüntetők akkori számáról nem született megbízható becslés. Mind a tüntetők, mind a rendőrök egyre durvább eszközökkel próbálták megfékezni a másik felet. Kairóban egy rendőr és egy tüntető meghalt. Szuezben drámai összecsapásokra került sor, éleslőszert is használták. A tüntetők és a rendőrök kölcsönösen egymásra támadtak. Több kormányzati épületet fel akartak gyújtani, többek között egy rendőrségi központot is. A megmozdulások hatására a rendőrök kivonultak Szuezből, helyüket a hadsereg vette át, és ők fékezték meg a tüntetőket.
Január 27.

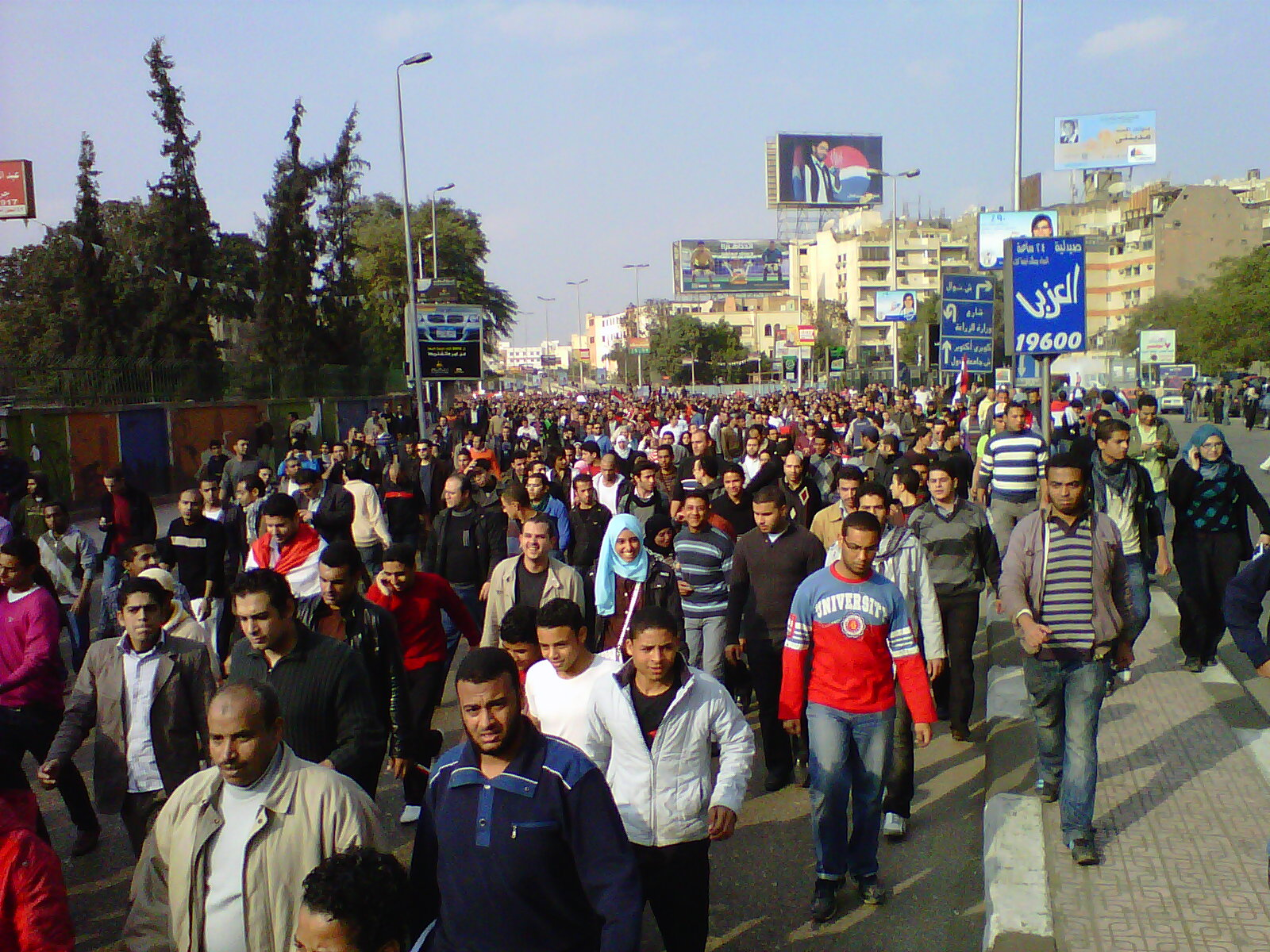
Felvonuló tüntetők január 25-én

Mivel sokan a másnapra tervezett nagy tüntetés szervezésével voltak elfoglalva, ezen a napon csak kevesen vonultak az utcákra. A Muzulmán Testvériség teljes egészében támogatta a tüntetéseket, és bejelentette, hogy tagjai részt fognak venni a január 28-ra, péntekre szervezett megmozdulásokon. Az ellenzék reformer szellemiségű vezetője, Mohammed el-Barádei is megígérte, hogy jelen lesz. Hozzátette, hogy Mubárak esetleges elmenekülése után – amennyiben felkérik – szívesen lenne ideiglenesen az ország elnöke.
Még ugyanaznap a Sínai-félsziget északi részén a rendőrök lelőttek egy beduin tüntetőt, így a halottak száma hétre emelkedett. Videóra vették azt az esetet, amint a rendőrök egyik célzott lövése újabb áldozatot követelt. A felvétel az izraeli határhoz közeli Sejh Zovejdben lakó, 22 éves Mohammed Átef halálát örökítette meg.
Szuez továbbra is komoly megmozdulások színhelye volt. Ismét épületeket, rendőrőrsöket gyújtottak fel. Szuez és a Sínai-félsziget lakosságát tűzfegyverekkel szerelték fel, és a környező területek védelméről is a tüntetők gondoskodnak.
Január 28. – „A harag péntekje”

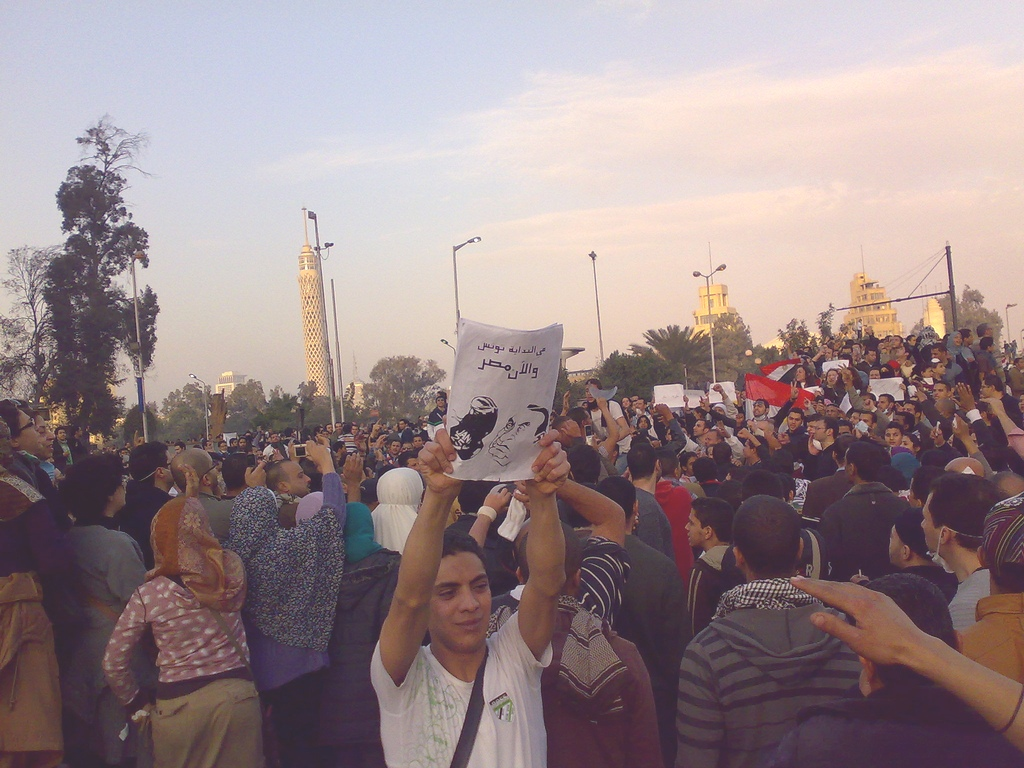
Tüntetők Carlos Latuff karikatúráival, január 28-án

Január 28-án több ezer tüntető töltötte meg Egyiptom utcáit. Ezt a napot a harag péntekjének nevezték el. Az egyiptomi kormány röviddel hajnali 1 óra előtt, még a tervezett nagy megmozdulást megelőzően leállította az internetszolgáltatást az országban. Ennek ellenére sokan még ekkor is tartották a kapcsolatot, más médián keresztül. Néhány helyen blokkolták a mobiltelefonos szolgáltatásokat is. Minden szolgáltatót arra köteleztek, hogy az adott területen függesszék fel a szolgáltatásukat. Az egyiptomi törvények értelmében ehhez van joga a kormányzatnak, és a rendeletet minden vállalatnak be kell tartania.
A pénteki ima után több tízezer egyiptomi kezdett tüntetni, a tömeg százezres nagyságúra bővült. Mohammed el-Barádei, az elnökválasztás egyik jelöltje visszatért Kairóba, és részt vett a megmozduláson. Január 28-án ő vezette a gízai felvonulást. A megmozduláson még aznap letartóztatták és házi őrizetbe helyezték.
A rendőrök egész nap könnygázzal, gumilövedékekkel, vízágyúkkal próbálták meg feloszlatni a tüntetést. Egyiptom sok városában, így Kairóban és Alexandriában is összecsaptak a kormányellenes tüntetők és a helyszínt biztosító rendőrök. Szuezben többezres tömeg fogta körbe a rendőrség épületét, és mindenkit kiszabadítottak, akit a tüntetésen való részvétel miatt zártak be. Búr Szaídban több tízezer tüntető gyűlt össze, és több kormányzati épületet is felgyújtottak. Szuezben legalább egy ember halt meg rendőrök lövedéke által. A kormány 18 óra és reggel 7 óra között kijárási tilalmat rendelt el. A tüntetők ezt nem vették figyelembe, és a rendeletet betartani szándékozó rendőrökkel kellett szembenézniük. Este a tüntetők felgyújtották a kormánypárt egyik fővárosi székházát. Amikor a tüntetők visszavonultak esti imára, a rendőrség továbbra is lőtte őket könnygázzal. Ugyanez volt a helyzet Alexandriában is.
Az egyiptomi kormány a rendőrség megerősítésére Kairóba, Alexandriába és Szuezbe rendelte a katonaságot. A tüntetők és a katonák együttes erővel védték a kormánypárt székháza mellett álló Egyiptomi Múzeumot.
Az egyiptomi vezérkari főnök, Számi Háfez Enán egy delegáció élén éppen Washingtonban tárgyalt. Ez a találkozó az amerikai és az egyiptomi haderők között évente megrendezett megbeszélések 2011-es állomása lett volna, de útját a tüntetések hírére január 28-án félbe kellett szakítania. A tárgyalásokat a nemzetközi biztonságért felelős hadügyminiszter-helyettes, Alexander Vershbow vezette, és a tervek szerint a február 2-ig tartó megbeszélésen Enán találkozott volna az amerikai egyesített egységek admirálisával, Mike Mullennel is.
Január 29.

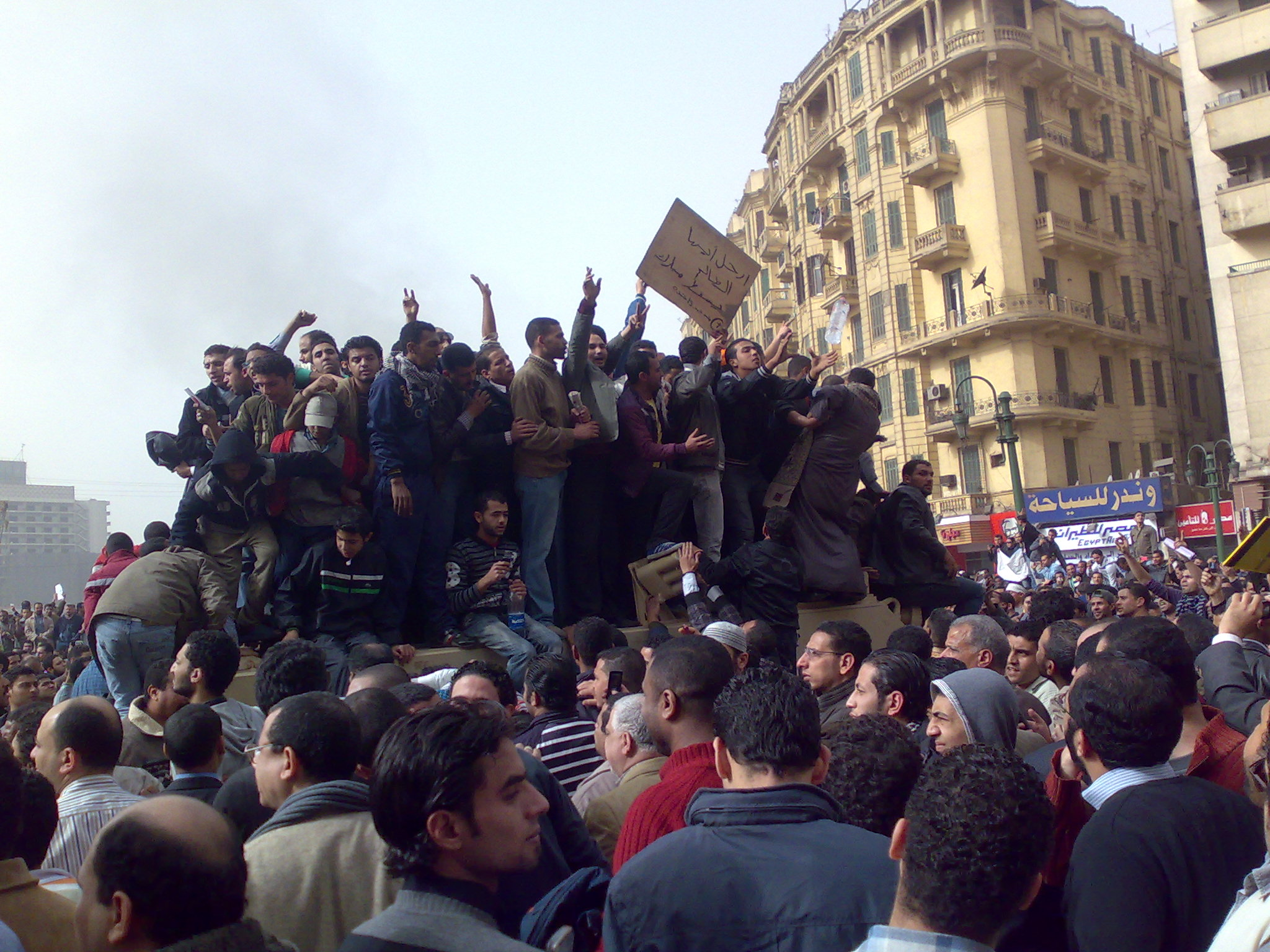
Demonstrálók egy katonai járművön

A zavargások többfelé folytatódtak. A tüntetők fő jelmondata ez volt: „Le Mubárakkal!”. Többen azt skandálták, hogy „Egy a nép, vele a hadsereg”. Ezt azzal lehet magyarázni, hogy a bár a hadsereg kritikusan, de mégsem egyértelműen viszonyult az eseményekhez. Helyi idő szerint délután 1–2 óra körül a Tahrír téren 50 000, Kafr es-Sejhben 10 000, míg az ország jelentősebb városaiban is több ezren gyűltek össze. 1 óra körül a hadsereg bejelentette, hogy 16 és 8 óra között kijárási tilalmat rendelnek el Kairóban, Alexandriában és Szuezben. Az Al Jazeera English jelentései szerint az előző nap este 6 órától elrendelt kijárási tilalomnak vajmi kevés eredménye lett, a tüntetők továbbra is a Tahrír téren táboroztak. A Belügyminisztérium épülete előtt is gyülekezett a tömeg. Itt három embert megöltek, akik meg akarták rohamozni az épületet.
Ekkor a tüntetők biztosabbak voltak a dolgukban, mint ezt megelőzően valaha is. Többen már ünnepi hangulatban voltak. Úgy gondolták, közel a nap, mikor Mubárak lemond a hatalmáról, bár erre semmi jel nem utalt. A kijárási tilalom ellenére az emberek az utcákon gyülekeztek, és senki sem próbálta őket megállítani. Egy szemtanú arról számolt be, hogy korra és nemre való tekintet nélkül mindenki kint volt az utcán. Mivel nem voltak rendőrök Kairó utcáin, megszaporodtak a fosztogatások. Bár többen megpróbálták kifosztani az Egyiptomi Múzeumot, sokan a műkincsek védelmére keltek. Több műtárgy azonban ennek ellenére megsérült, két múmia pedig megsemmisült. Lezárták a gízai piramisokhoz vezető utat is. A jelentések szerint Sarm es-Sejkben nyugalom volt.

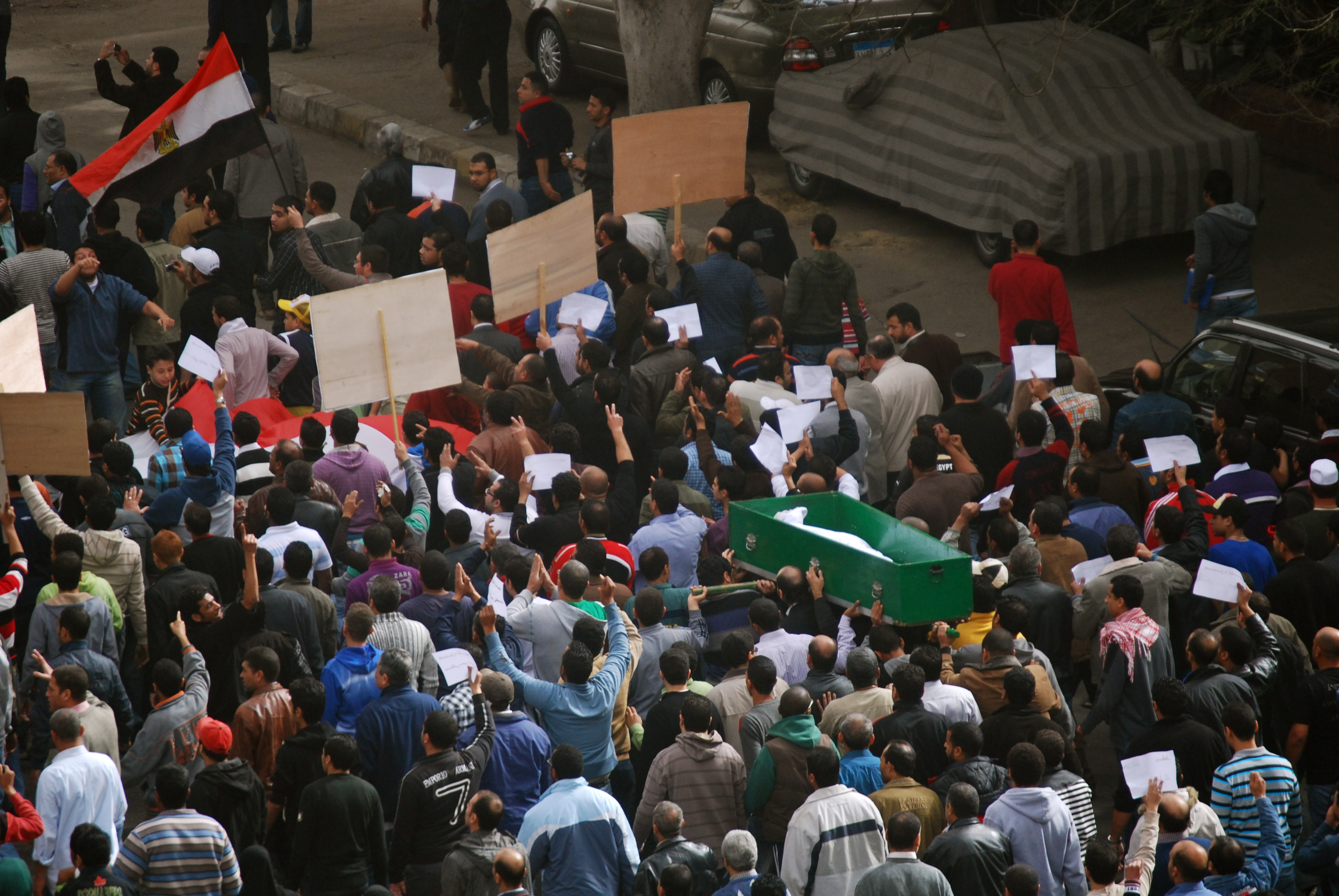
Tüntetések Kairóban

A január 29-i események kapcsán legalább 105 halottról lehet tudni. A hullaházak adatai és az elszórtan fekvő testek alapján sokat, ha nem mindet lövedék ölte meg.
Szemtanúk szerint ünnepi hangulat alakult ki, amikor Kairóban kormányzati, a Központi Biztonsági Szolgálat tulajdonában lévő fegyvereket sikerült elrabolni.
Az egyik szemtanú az Al Jazeerának telefonon keresztül úgy nyilatkozott, hogy egy csoport elfogott egy felfegyverzett civilekből álló bandát, akik megpróbáltak helyi bankokba betörni. A kihallgatások alatt kiderült, hogy a foglyok az Egyiptomi Titkosrendőrség tagjai, akiknek a káoszkeltés volt a feladata. Eközben a kairói repülőtérről egész nap 19 magánrepülőgép szállt fel, fedélzetén több tucat gazdag egyiptomi vagy arab családdal, és a legtöbb esetben Dubaj felé távoztak. Több arab ország (köztük Szaúd-Arábia, Libanon, az Egyesült Arab Emírségek és Jordánia) kiegészítő repülőjáratot indított, hogy kimenekítse Egyiptomban tartózkodó állampolgárait.
Január 30.

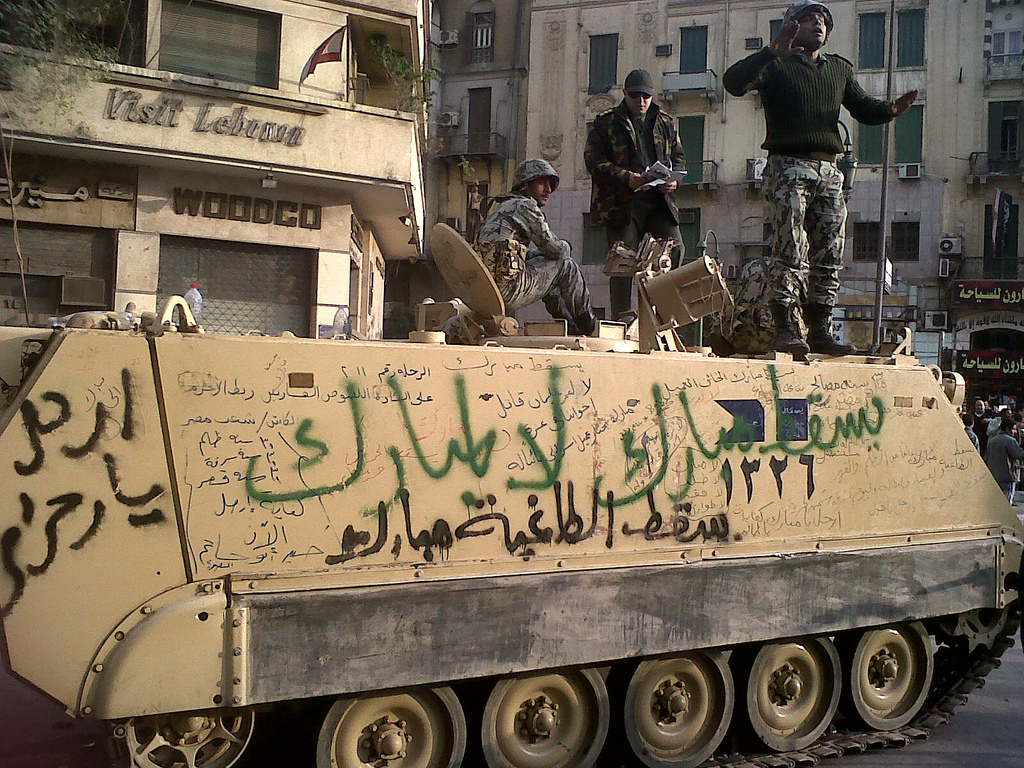
A páncélozott gyalogsági harcjármű oldalára tüntetők ráfújták a következő szöveget: „Le Mubárakkal!” „Nem Mubárakra!” „Mubárak, a diktátor megbukott.” Az alsó sorban pedig: „Tolvaj, takarodj!”

Több ezren, a kijárási tilalomról tudomást sem véve, egész éjszaka az utcán maradtak. Ahogy esteledett, Kairó utcáit egyre több felfegyverzett páncélos és katona lepte el. Olyan fontos pontokat védelmeztek elsősorban, mint a vasúti pályaudvarok, a nagyobb kormányzati épületek és a bankok. A hadsereg sikertelenül próbálkozott a környező települések megvédésével, ezért az ott lakók fegyverekkel, botokkal és késekkel felszerelt katonai csoportokat állítottak fel. Ezekkel akarták visszaverni a fosztogatókat és a bankrablókat. Szuezben is összevonták a hadsereget. Itt az ellenállóknak nem kellett a rendőröktől tartaniuk. Éjszaka Szuez utcái is hangosak voltak, de a hajnal közeledtével csitultak a kedélyek. Kairóhoz hasonlóan az emberek itt is csoportokba tömörülve védték a házakat és az üzleteket. A hadsereg ellenőrző pontokat állított fel. Nagyjából 30 újabb holttestet szállítottak Kairó központjába az ed-Damardas Kórházba. Ketten közülük még gyermekek voltak.
Reggel 6 órára a Tahrír tér szinte kiürült, már csak pár százan maradtak. Délelőtt azonban ismét 3000–5000 ember gyülekezett. Több száz bíró is felvonult, akik addig még nem vonultak utcára. Ők is a többiekhez hasonlóan új alkotmányt és átmeneti kormány felállítását követelték. Csatlakoztak a főtéren demonstrálókhoz, és ezután együtt tüntettek. A katonáknak tűzparancsot adtak, de ők ezt megtagadták, mondván: azért vannak ott, hogy megvédjék a tüntetőket. Az Al Jazeera szerint a hadsereg vezetője megüzente a tüntetőknek, hogy nem fog közéjük lövetni. Mindazonáltal a tüntetőket helikopterek pásztázták és vadászrepülőgépek suhantak el alacsonyan a tér felett. Amikor először repült el az Egyiptomi légierő két F–16-os repülőgépe, a tömeg üdvrivalgásban tört ki. A következő köröket viszont hangosabb skandálás, nevetés és hullámzás kísérte. A tömegnek esze ágában sem volt feloszlani. Az alapvető közszolgáltatások nem működtek, de az utcára vonulók „meg akarták tisztítani az országukat”. A Tahrír téren is a tüntetők szedték fel a szemetet. A helyszínen ételt és italt osztottak.

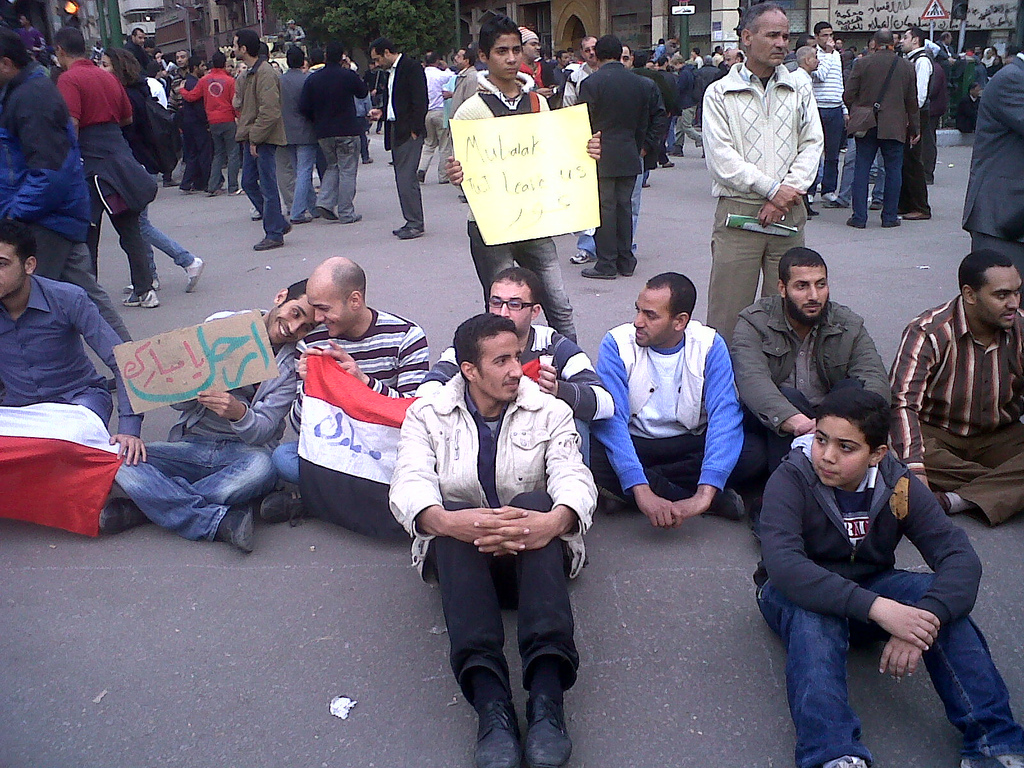
Tüntetők a Tahrír téren január 30-án. A felirat: „Mubárak, takarodj!”

Mohammed Huszejn Tantávi, Egyiptom hadügyminisztere és az Egyiptomi Hadsereg főparancsnoka is felbukkant a Kairó belvárosában, a Tahrír téren tüntetők között. 18:30-kor Barádei is a térre érkezett, és azt mondta: „Amit elkezdtünk, azt már nem lehet visszafordítani”. Hozzátette: „Tiétek ez a forradalom. Tiétek a jövő. Az egyik legfontosabb követelés a rezsim eltávolítása és egy olyan Egyiptom felépítése, amelyben minden egyiptomi demokráciában, erényesen, szabadon és méltóságteljesen élhet”. Az ellenzék egyik vezére szerint Mubárakkal nem, csak a hadsereg vezetésével lehet tárgyalni. Ugyanakkor Mubárak megbeszéléseket folytatott a hadsereg parancsnokaival.
Helyi idő szerint 10:55-kor elrendelték, hogy zárják be az Al Jazeera összes kairói irodáját, és visszavonták az összes tudósítójuk engedélyét is.
A Muzulmán Testvériség, az Április 6. Ifjúságának Mozgalma, a Mindnyájan Háled Szaídért, a Január 25. Mozgalom és a Hefála, a tüntetések fő szervezői megegyeztek, hogy támogatják Barádeit abban, hogy kezdje meg az ideiglenes nemzeti egységkormány felállítása érdekében szükséges tárgyalásokat. Ezek a szervezetek szívesen látták volna Barádeit az elnöki székben is.
Mubárak elnök a légügyi minisztert, a légierő volt vezetőjét, Ahmed Safíkot kérte fel kormányalakításra. Politikai simulékonysága miatt gyakran az új miniszterelnököt emlegették Mubárak lehetséges utódjaként.
Az Egyiptomi Központi Bank bejelentette, hogy ezen a napon a bankok és a tőzsde is zárva maradnak. Az Al Jazeera jelentései szerint a Muszlim Testvérség 34 tagját már nem őrizték tovább a katonák, így szabadlábra kerültek. A Tahrír tér kivételével 22:30-ra ismét lehetett látni rendőröket az utcán.
Január 30-án Mubárak tengerparti villáját maroknyi felfegyverzett, az elnökhöz hű rendőr őrizte, és minden közeledő járművet visszafordítottak. Sarm es-Sejkben a tüntetéseknek nem volt halálos áldozata, csak kisebb összetűzések alakultak ki. Többen katonai repülőgépeket láttak felszállni a város melletti repülőtérről, ezt a területet azonban gyakran használják különféle hadgyakorlatokhoz is. A tüntetések kitöréséig ez volt az egyik legforgalmasabb légikikötő az országban, bár a nap folyamán a legtöbb könnyű repülőgép elhagyta a területet.
Január 31.

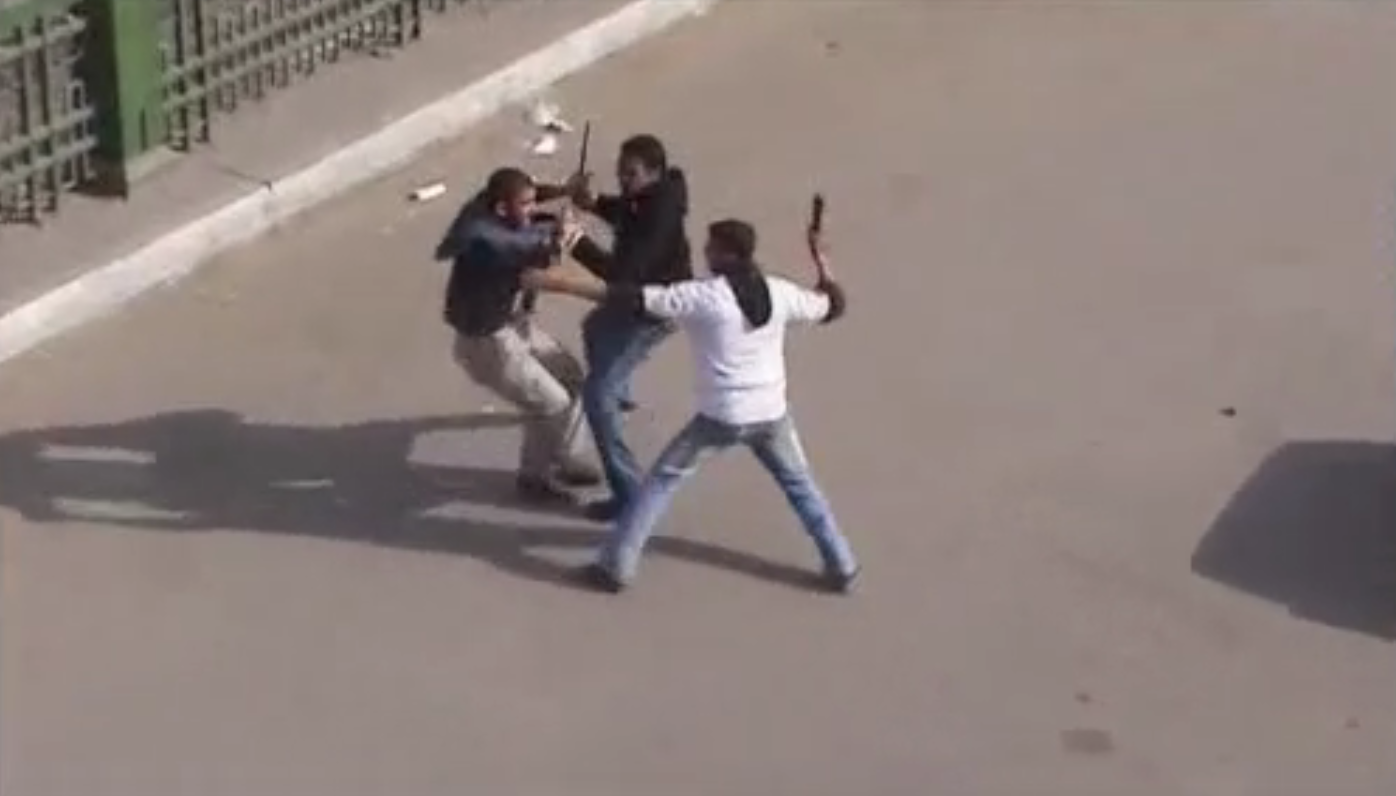
Civil ruhás rendőrök tüntetőket vernek Kairóban

A január 30-ról 31-ére virradó éjszaka békésen telt a fővárosban. Kevesebb fosztogatásról érkezett hír, mint az előző napokban.
A biztonságiak bejelentették, hogy a kijárási tilalom 15:00-kor kezdődik, és azzal fenyegették meg a tüntetőket, hogy az előírást megszegőket lelövik. Ennek ellenére nagyon kevés erőszakot alkalmaztak. A biztonsági erők és a katonaság emberei elhagyták a Tahrír teret. Több neves sportoló és kulturális személyiség is felbukkant a tüntetők között. Több városban, így Kairóban is sztrájkot hirdettek a gyárakban.

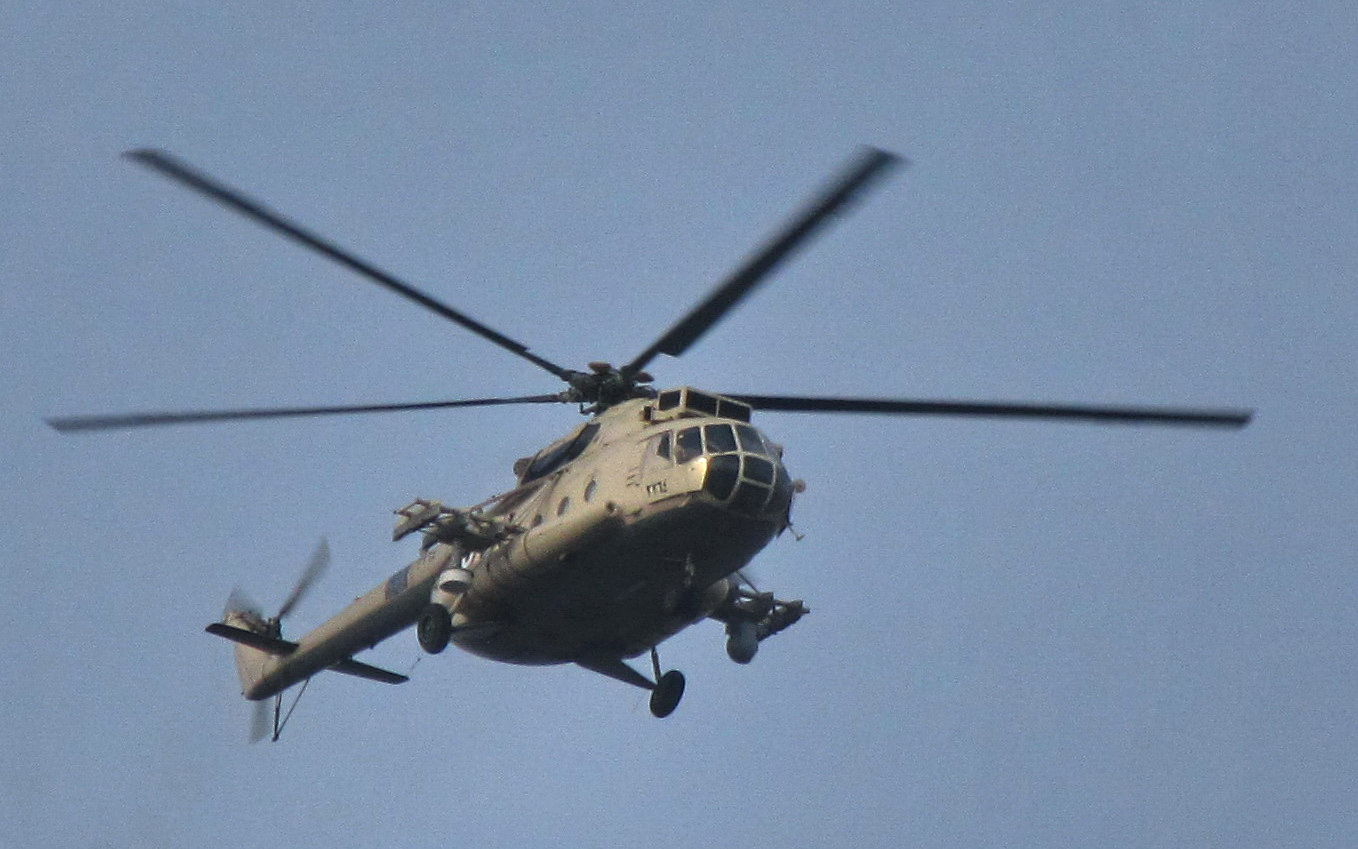
Az Egyiptomi Légierő Mi-17-es helikoptere köröz a Tahrír tér felett

Továbbra is több százezren tüntettek a nagyobb városokban. Csak Kairóban 250 000 ember vonult az utcákra. Abu Szimbelben egy tüntetőt lelőttek, és erősítést küldtek a Szuezi-csatorna biztonságának fenntartására. A tüntetések kezdete óta először rendeztek felvonulást Mubárak mellett. Ezen nagyjából 1000 ember vett részt.
Barádei ismét csatlakozott a Tahrír téren összegyűlt több ezer fős csoporthoz. Azt mondta a tömegnek: „Amit elkezdtünk, már nem lehet visszafordítani”. Ezzel az előző napi kormányellenes tüntetésre utalt. A több ellenzéki mozgalmat összefogó Nemzeti Szövetség, a „Változásért” ernyőszervezet Barádeit bízta meg azzal, hogy tárgyaljon az elnökkel.
Tantávi vezetésével a hadsereg vezérkara úgy döntött, visszahívja a kivezényelt katonákat. A hadsereg ismét tiltakozott az ellen, hogy erőszakot alkalmazzon a tüntetőkkel szemben, mert szerintük jogos érdekek álltak a zavargások mögött.
A fosztogatók már a bevásárlóutcákat gyújtogatták. Több nagy börtönt is megtámadtak, és rohamosan romlott a rend és a törvény hatalma Egyiptomban.
Az EgyptAir törölte az összes belföldi és külföldi járatát. Állítólagos bombaveszély miatt az egyik Londonból Kairóba tartó gép Athénban szállt le.
Február 1. – „Milliók menete”
Az ellenzék vezetői egy milliós nagyságrendű tüntetést szerveztek, amit milliók menetének (arabul مسيرة مليون, maszírat miljún) neveztek el. A menetet február 1-jére, a Tahrír tértől az elnök héliopoliszi palotájáig tervezték. A biztonsági erők szögesdróttal vették körbe a palotát, hogy a tüntetők semmiképp se tudjanak behatolni.
Az egyiptomi kormányzat felügyelete alatt működő média szerint Kairóban százezres nagyságrendben gyűltek össze az emberek. A BBC nem vállalkozott a Tahrír tériek becslésére, szerinte 100 000 és 250 000 körül lehetett a számuk. Körülbelül ez a tér maximális befogadóképessége. Az egyiptomi biztonsági erők szerint félmillióan tüntethettek a fővárosban. Az Al Jazeera szerint már délután több mint egymillióan gyűltek össze Kairó központjában, és a későbbi órákban 2 millió körülire duzzadhatott a tömeg. Ezalatt Alexandriában 250 000, míg a Sínai-félszigeten 100 000 ember gyűlt össze az elnök ellen tüntetve. Országszerte összesen mintegy 8 millióan vonultak az utcákra.

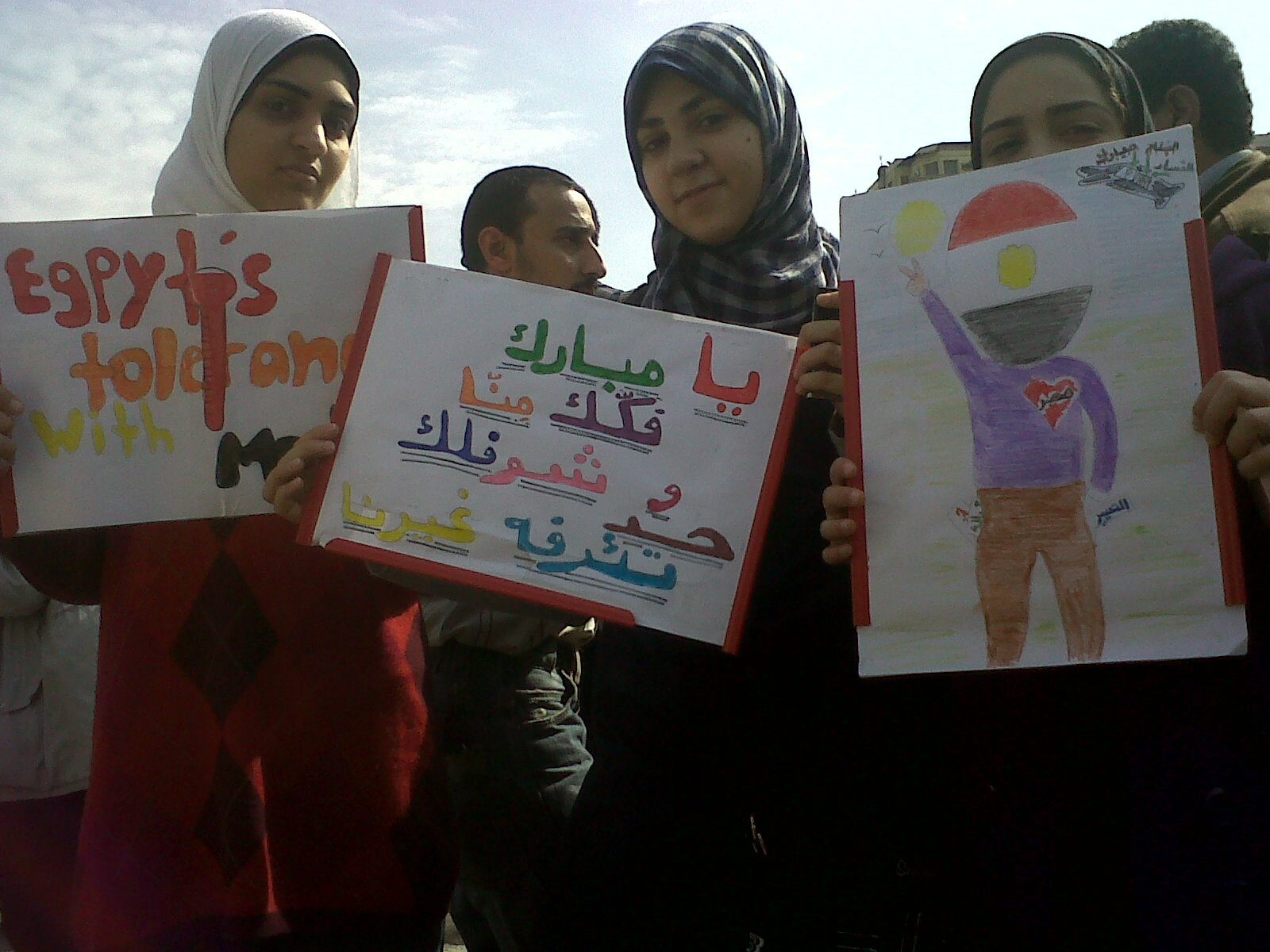
Tüntetők február 1-jén

Ezalatt Kairóban 10 000 ember vonult fel, akik Mubárakot támogatták. Ők azzal érveltek, hogy csak a jelenlegi elnök képes garantálni az ország stabilitását.
Ezzel együtt a Facebookon alakult egy virtuális „March of Millions” nevű csoport azzal a céllal, hogy összegyűjtsön egymillió olyan embert, aki támogatja a meneteket. Recep Tayyip Erdoğan, Törökország miniszterelnöke arra kérte Mubárakot, hogy hallgasson a nép változást követelő szavára.
Navi Pillay, az ENSZ emberi jogi vezetője arról számolt be, hogy meg nem erősített jelentések szerint legalább 300 ember vesztette az életét, és a sebesültek száma is 3000 körülire tehető. Ezalatt a bankok zárva voltak, így az emberek nehezen juthattak hozzá az élelmiszerek beszerzéséhez szükséges készpénzhez. Akiknek volt pénze, azoknak csillagászati összegeket kellett kifizetniük, mivel a fogyasztók megrohamozták a még nyitva lévő boltokat.
Késő éjszaka Mubárak bejelentette, hogy nem indul a soron következő, szeptemberben esedékes választásokon, de azt hozzátette, hogy addig viszont a hivatalában kíván maradni. Megígérte, hogy politikai reformokat fog elindítani. Arra kérte az egyiptomi hatóságokat, hogy a törvénysértőket és a felfordulásért felelős embereket büntessék meg. Szerinte a békés tüntetés szerencsétlen összecsapásokká alakult, amiért a politikai helyzet súlyosbodását kívánó politikai erők a felelősek. Ezután a tömegek tovább tüntettek a Tahrír téren, az elnök távozását követelve. A Wikileaks szerint Mubárak a haláláig hatalmon akar maradni, és a szabad és egyenlő választások megakadályozásával akarja elérni, hogy ebben senki se gátolhassa meg. Egyes jelentések szerint Mubárak bejelentésére azután került sor, hogy Barack Obama különmegbízottja, Frank G. Wisner közölte vele, hogy az Egyesült Államok nem szívesen látja már a hatalomban, és eljött annak az ideje, hogy valódi demokrácia jöjjön létre.
Február 2. – A „tevecsata”

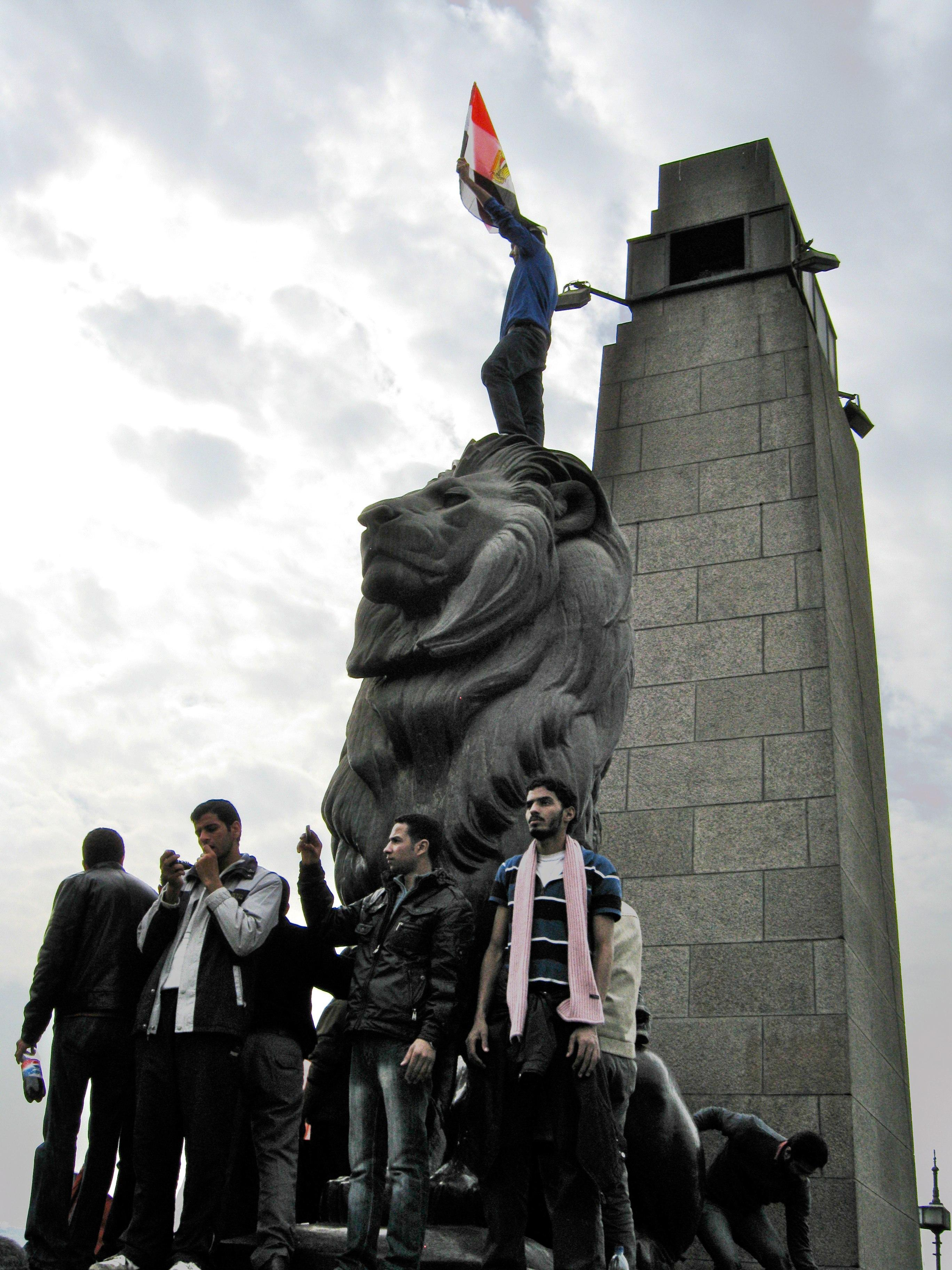
Tüntetők Kairóban, a Tahrír tér közelében

A február 1-jéről 2-ára virradó éjszaka Alexandriában összecsaptak Mubárak támogatói és ellenzői, a jelentések szerint lövések is eldördültek. Az előző nap összegyűlt tömeg egy része úgy döntött, hogy a Tahrír téren éjszakázik, és másnap rögtön folytatja a tüntetést. Ekkor újabb tüntetők csatlakoztak hozzájuk.
Helyi idő szerint délben az internethozzáférést részben visszaállították, és enyhítették az éjszakai kijárási tilalmat. Ettől kezdve ez csak este öt és reggel hét óra között volt életben.
A hadsereg arra kérte a tüntetőket, hogy a stabilitás érdekében mindenki menjen haza. Az állami televízió a következő üzenetet sugározta a tüntetőknek: „Azonnal el kell hagyniuk a Tahrír teret. Megerősített információink szerint egy erőszakos csoport közeledik a tér elé, akik robbanóbombákkal fel akarják gyújtani a teret”.
Az Egyiptomi Nemzeti Párt egy csoportot küldött a térre, hogy kifejezzék Mubárak iránti szimpátiájukat. Több szemtanú arról számolt be, hogy a biztonsági erők megvesztegetéssel arra vettek rá hétköznapi polgárokat, hogy menjenek a tüntetők közé, és támadják meg őket. Az egyiptomi kormány által a helyszínre küldött zavargók lovakon és tevéken a tömeg közé hajtottak, oldalukon kardokkal, ostorokkal, bunkósbotokkal, kövekkel és késekkel. Külföldi zsoldosokat is küldtek az országba, hogy segítsenek kimenekíteni az országban rekedt külföldieket. A Mubárak mellett tüntetők között voltak civil ruhás rendőrök is. Az Al-Dzsazíra élő közvetítésében lehetett látni, hogy a Mubárak mellett tüntetők mellényében ott voltak a rendőrigazolványok. A Tahrír téren lövések is eldördültek.
A Mubárak melletti tüntetők megtámadták Anderson Coopert, a CNN tudósítóját és Ahmed Bagatót, az Al Arabija riporterét. A nyugati média ekkor már nyíltan arról beszélt, hogy a Mubárak mellett és ellen tüntetők között hamarosan polgárháború robbanhat ki, a két fél közötti erőszaknak már addig is több száz sérültje volt.
A Mubárak ellen fellépő tüntetők Molotov-koktélt is bevetettek. Az Egyiptomi Múzeumra gyújtóbombákat dobtak, és filmfelvételek szerint gyújtóbombákat és köveket hajigáltak az épületek tetejéről a téren összegyűlt tömegbe. Az egyiptomi egészségügyi miniszter beszámolója szerint öt ember meghalt, 836 sérültet pedig kórházba kellett szállítani. Alexandriában összetűzésre, Búr Szaídban pedig zavargásokra került sor.
Pan Gimun, az ENSZ főtitkára elítélte az erőszakot, és ismét a reformok szükségességét hangsúlyozta. Az EU külügyi biztosa, Catherine Ashton szintén az erőszak leállítására szólított fel, és megjegyezte, hogy Mubáraknak konkrétabban ki kellene fejtenie, milyen reformokra is számíthat a népe. David Cameron, az Egyesült Királyság miniszterelnöke és a Fehér Ház együttesen ítélte el az erőszakot, és az Egyesült Államok külügyminisztériuma a zavargások közepette is önuralomra szólította a feleket. Obama elnök azt is kijelentette, hogy az átalakulásnak „most rögtön” el kell kezdődnie. Guido Westerwelle német külügyminiszter és Nicolas Sarkozy francia elnök egyaránt azt hangsúlyozta, hogy mindenkinek joga van békésen felvonulni. Ezzel együtt Recep Tayyip Erdoğan török elnök a demokratizálódás folyamatát sürgette. Benjámín Netanjáhú izraeli miniszterelnök az új kormány keltette aggodalmainak adott hangot. „Biztos vagyok abban, hogy a változást és demokratizálódást követelő erők sikere egyben növeli az arab világ és Izrael közti békét is. Ezt azonban még nem értük el. Biztosnak kell lennünk abban, hogy a béke tartós lesz majd.”
Mubárak nem tett eleget az eltávolítását követelő nemzetközi követeléseknek. Szamír Radván pénzügyminiszter azt mondta, a kormány kész az ellenzék összes pártjával egyeztetni. A hadsereg ezt megelőzően közleményt adott ki a televízión keresztül: „Önök azért vonultak az utcákra, hogy kifejezzék a véleményüket. Most önökön van a sor, hogy visszaállítsák a normális hétköznapi viszonyokat.”
Ali Goma, Egyiptom főmuftija azt mondta: „Nagyra becsülöm Mubárak elnököt, aki párbeszédet javasolt, és kielégíti a nép követeléseit. Nem szabad a legitim vezetéssel szembeszállni. Ez egy olyan támadás, amely végül káoszhoz vezethet. Most egy vak káoszban élünk, amelyből könnyen polgárháború törhet ki. Minden szülőt arra kérek, hogy marasztalja otthon a gyermekeit.” Egy korábban a titkosszolgálatnál dolgozó tábornok azt mondta, Mubárak lelkiismeret-furdalás nélkül lángra lobbantaná az egész országot.
Mohammed el-Barádei azt kérte a hadseregtől, hogy avatkozzon közbe. Hozzátette, hogy a pénteki távozás napján biztosítani kellene a szabad távozás lehetőségét. „A mai erőszak ismét csak a bűnöző vezetés egyik legjobb példája. Mikor a rezsim gengsztereket uszít a békés tüntetőkre, nehezen lehet szavakat találni a helyzetre. Ez csak felgyorsítja a vezetés távozását.” Az ellenzéki pártok koalíciója megállapodott, hogy tárgyalásokat kezd az új kormánnyal. Azonban Barádei és a Muszlim Testvériség kijelentette, hogy nem tárgyalnak a vezetéssel, melynek tagja a Mubárak által kinevezett Omar Szulejmán elnökhelyettes, a titkosszolgálat korábbi vezetője.
Február 3.
Az egyiptomi egészségügyi miniszter szerint február 2-án és 3-án 13 ember vesztette életét, 1200 személy pedig megsebesült.
Kairóban a kora reggeli órákban az Egyiptomi Múzeummal szemben úttorlaszt emeltek, ahonnan köveket és Molotov-koktélokat dobáltak. Jelentések szerint a hadsereg nagy kaliberű fegyverekből lövéseket adott le a levegőbe. Miután felállították az úttorlaszt, a rendőrség nagy erőkkel vonult a területre. Mubárak támogatói ezután is Molotov-koktélokat dobáltak a kormány leváltását követelő tömegre. Alexandriában és Manszúrában is folytatódtak a tüntetések. Ezeken a helyeken az Al Jazeera értesülései szerint legalább egymillióan vonultak fel. Egy autópálya hídját a katonaságnak harckocsik bevetésével kellett megtisztítania a Mubárak-szimpatizánsoktól, akik onnan dobálták a leváltást szorgalmazókat. Az utcán több száz rendőr választotta el a tömegeket. Megpróbálták visszaszorítani a Mubárak-pártiakat, és meg akarták akadályozni az Egyiptomi Múzeum előtt kialakuló harcvonal létrejöttét. A tér többi bejáratát is lezárták.
Mivel a bankok zárva voltak, és semmi remény sem volt arra, hogy a következő három napban kinyissanak, az így kialakult készpénzhiány csillapítása érdekében a Tahrír téren egyre többeknek élelmet és pénzt ígértek, ha átállnak a Mubárakot támogatók közé.
Sahíra Amín, a Nile TV elnökhelyettese lemondott a pozíciójáról, amit a tüntetések közvetítésével indokolt. A repülőtérről történő megérkezésük után az Al Jazeera két tudósítóját bántalmazták. Az egyiptomi tüntetésről beszámoló külföldi tudósítók közül sokakat bántalmaztak, egyesekre a Mubárak mellett tüntetők rálőttek, vagy másként félemlítették meg őket. Az Al Jazeera három riporterét letartóztatták, majd később szabadon engedték.
A főügyész úgy döntött, megakadályozza, hogy Ahmed Abd el-Azíz, Ahmed Ezz, Mohammed Zuhajr, Mohammed Vahíd Garana, Ahmed Alá ed-Dín Magrabi és Habíb Ibráhím el-Ádli – volt miniszterek és tisztviselők – elhagyhassák az országot, és befagyasztotta a bankszámlájukat. Ezt csak akkor szabadítja fel, ha visszatér az országba a béke és a stabilitás, megalakulnak a kivizsgáló és felügyelő testületek, és megindulnak azok a vizsgálatok és eljárások, amelyek kiderítik a felelősök személyét.
Az ABC munkatársával, Christiane Amanpourral készített interjúban Mubárak azt mondta, elege van a hatalomból, de azért nem akar most lemondani, mert azzal országát káoszba taszítaná. Ennek pedig a Muszilm Testvériség lenne a fő haszonélvezője. „Nagyon elszomorítottak a tegnapi események. Nem akarom azt látni, hogy az egyiptomiak egymással harcolnak. Nem érdekel, hogy mit mondanak rólam az emberek. Most az országom érdekel, most Egyiptom sorsa foglalkoztat.” „Soha nem futok el. Ezen a földön fogok meghalni.” Omar Szulejmán alelnök az állami televízióban megerősítette: „Sem az elnök, sem családjának bármely tagja, nem fog indulni a választásokon. Így a fia sem. A Január 25. Ifjúsága nem romboló mozgalom volt, sokkal inkább követelő mozgalom. Az alkotmány 76. és 77. szakaszát már módosítják, de a többi részét is át fogjuk tekinteni.” A Tahrír téri összetűzésekről a következőket mondta: „Mindenkit felelősségre vonunk, aki ezekért az összetűzésekért felelős lehet. A harcolók rosszul értelmezték az elnök beszédének a tartalmát.” Egy az eseményeknek az egyiptomi gazdaságra gyakorolt hatását firtató kérdésre a turizmus iparágával foglalkozott: „Kilenc nap alatt egymillió turista hagyta el Egyiptomot. El tudja képzelni, mekkora lett így a bevételkiesés?” Hozzátette, hogy mindenkit szabadon engednek, akit a tüntetések alatt tartóztattak le. Ez alól csak azok képeznek kivételt, akiket bűncselekményekkel vádolnak. Végül arra kérte a tüntetőket, hogy mivel minden kérésük meghallgatásra talált, menjenek haza nyugalommal. Megköszönte azokat az erőfeszítéseket, amelyekkel előrébb lendítették Egyiptom politikai életét.
A Bloomberg jelentése szerint a Vodafone-t az egyiptomi kormány arra kényszerítette, hogy minden előfizetőjének küldjön el egy SMS-t. Ebben a Mubárak-pártiak által kitalált üzenet szerint a Mubárak-ellenesek nem lojálisak az államhoz, és fel kell lépni ellenük. Vittorio Colao, a Vodafone vezérigazgatója arról is beszámolt, hogy nagy tömegek még mindig nem tudnak SMS-t küldeni.
Mubárak felfegyverzett támogatói külföldi újságírókra támadtak, és elvették a felszerelésüket. Állítólag civil ruhás rendőrök állították le több, a Tahrír térre néző épületben a média képviselőinek a munkáját. Ezen kívül Mubárak támogatói megtámadták az egyik információs központot, amit emberi jogi szervezetek állítottak fel. Az Amnesty International szerint két munkatársukat és a Human Right Watch egyik megfigyelőjét őrizetbe vették. Egy éjszakás kairói őrizet után szabadon engedték a New York Times két riporterét. Robert Gibbs, a Fehér Ház szóvivője elítélte a Mubárak-kormány újságírókkal szembeni fellépéseit. Szerinte ez teljességgel elfogadhatatlan, és minden őrizetben lévő újságírót szabadon kell ereszteni. Az USA és az Egyesült Királyság külügyminiszterei szintén elítélték az internet és a mobilhálózatok korlátozását és az újságírók egyre fokozódó zaklatását. Obama kormánya arra figyelmeztetett, hogy az újságírók elleni támadásokból arra lehet következtetni, hogy február 4-én mg súlyosabb szigorítások lesznek.
Február 4. – „A távozás péntekje”

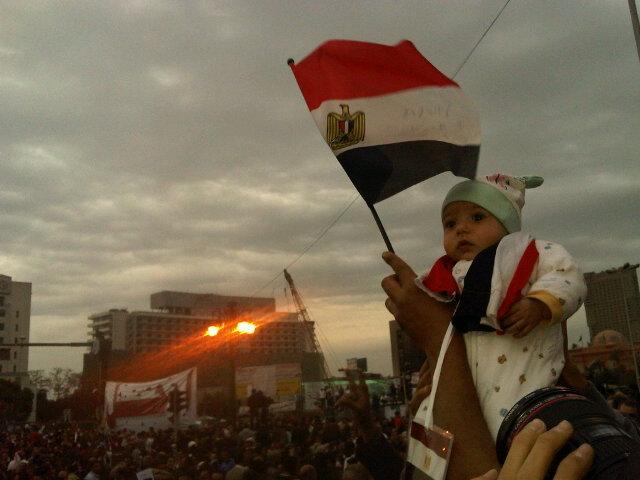
A Tahrír téren a távozás péntekjén egy csecsemő lebegteti Egyiptom zászlaját

A harag napja és a harag péntekje szervezői február 4-re az elnöki palota elé szervezték meg „a távozás péntekje” (arabul: جمعة الرحيل) nevű megmozdulást. Azt követelték, hogy Mubárak azonnal mondjon le a hatalmáról, és ezt a napot jelölték meg a hatalomátadás végső dátumaként.
Már a előző éjszakát is több tüntető a Tahrír téren töltötte, Kairó utcáira pedig tankokat vezényeltek. Az elnök támogatói is aktívak voltak, és a hajnali órákban kisebb összecsapásokra került sor.

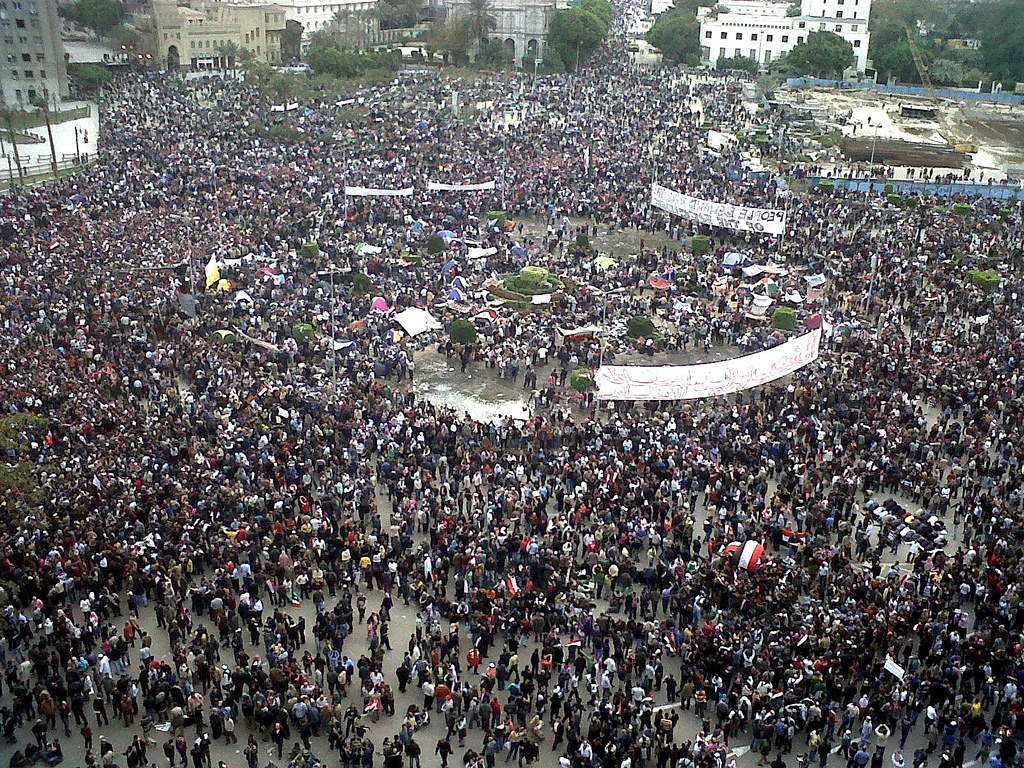
Több százezres tömeg a Tahrír téren

A főtéren több százezren gyűltek össze, hogy közösen mondják el a pénteki imát. Az Egyiptomban élő keresztények és mások, akik nem imádkoztak, élőláncot vontak a köréjük, így akarván megvédeni őket az ellentábor támadásától. Az aznapra tervezett események az ima után kezdődtek. Az Al-Dzsazíra a Tahrír téren összegyűltek számát milliós nagyságrendűre becsülte. Mohammed el-Barádei is ott volt a tömegben. A tüntetők Gamal Abden-Nasszer és Anvar Szádát volt elnökök képét emelték a magasba. A tüntetők végül nem jutottak el az elnöki palotáig. Alexandriában több mint egymillió ember vonult az utcákra, amire még nem volt példa a város történetében. Figyelmeztették a kormányt, hogy amennyiben erőszakot alkalmaznak Kairóban, ők is a fővárosba mennek, és együttes erővel szállnak szembe a vezetéssel.
Tüntetések voltak Gizában, el-Mahalla el-Kubrában, Szuezben, Búr Szaídban, Rafahban, Iszmáílijjában, Zagázígban, Asszuánban és Assziutban is.
A főügyész elrendelte, hogy a volt miniszterek és kormányzati tisztviselők után Rasíd Mohammed Rasíd bankszámláját is fagyasszák be, valamint vele szemben is rendeljenek el utazási megszorításokat. A miniszter az Al Arabiya társaságnak telefonon keresztül így nyilatkozott: „A kialakult helyzet miatt tértem vissza Davosból Egyiptomba. Az új miniszterelnök az előző kormányban betöltött pozícióba nevezett ki. Ezt én visszautasítottam, mert szerintem itt is vérfrissítésre van szükség.” Az utazási tilalomról megjegyezte: „Semmit nem tudok arról, hogy vádat emeltek volna ellenem. Hat és fél éven át szolgáltam. Bátran állok minden vizsgálat elé. Nekem senki nem szólt ezekről a döntésekről, csak a médiából értesültem róluk”. Rasídról jó véleménnyel vaoltak az egyiptomiak, a tüntetések előtt még az elnökválasztás egyik jelöltjeként is szóba került.
A The New York Times és a Bloomberg jelentései szerint az amerikai adminisztráció és az egyiptomi kormány megbeszéléseket folytatott Mubárak azonnali lemondásáról, ami után a hatalmat az Omar Szulejmán alelnök vezette ideiglenes kormánynak adná át. Minél később mond le Mubárak, a tüntetések annál erőteljesebbek lesznek.
Az Al-Ta'awunnál dolgozó Ahmad Mohammed Mahmúd volt a tüntetésekről élő felvételt közvetítő riporterek közül az első áldozat. Életét egy január 28-án szerzett lőtt seb oltotta ki.
Február 5.
A február 4-ről 5-ére virradó éjszaka is többen kinn maradtak a Tahrír téren, bár az előző éjszakákhoz képest nyugodt volt a hangulat.

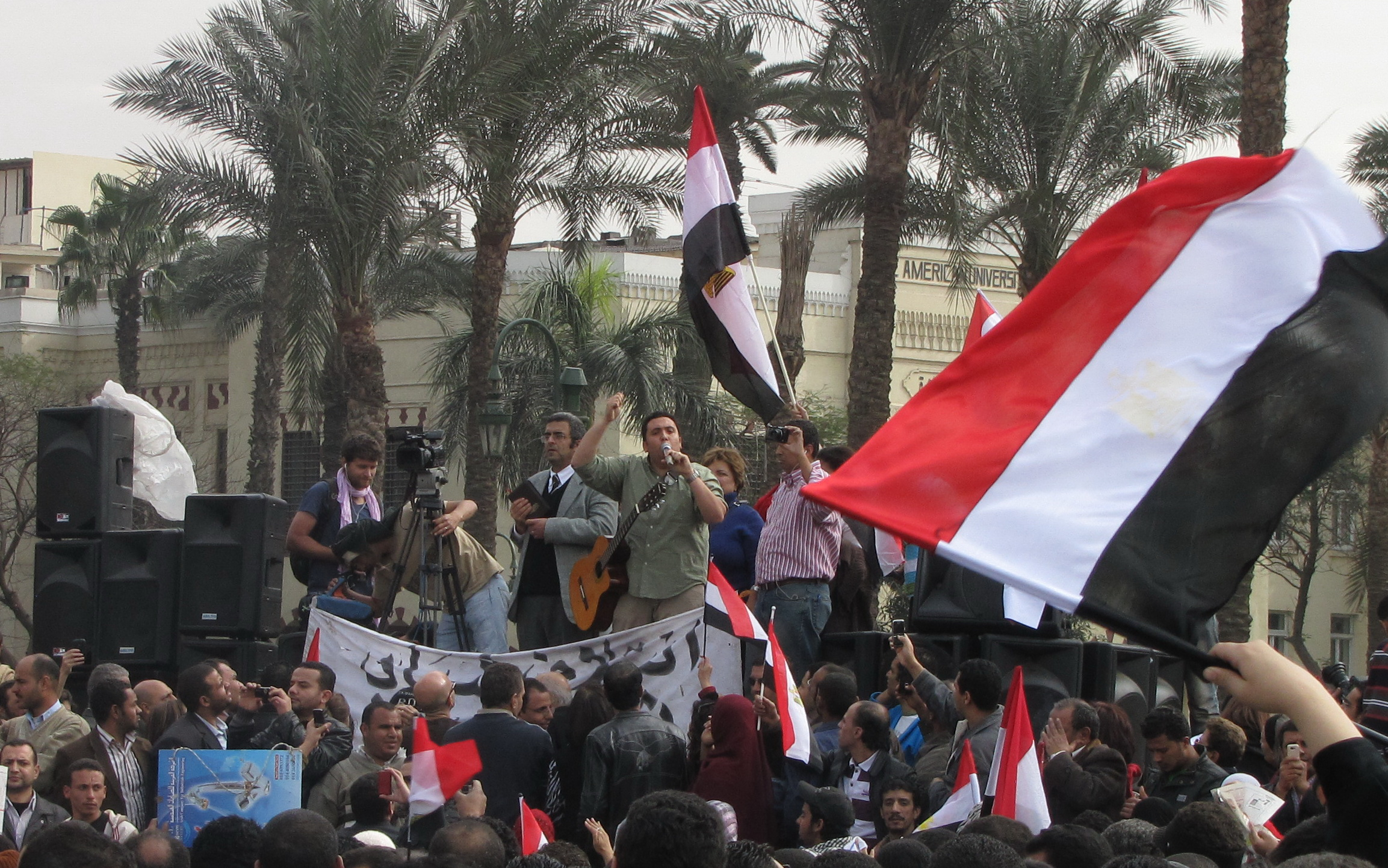
Az úgynevezett Izaat esz-szaura (a forradalom közvetítése) nem más, mint egy magasan álló emelvény, amit arra használtak a tüntetők, hogy erről szóljanak a tömeghez

A hideg, esős idő ellenére a tüntetők továbbra is a téren maradtak. A kora reggeli órákban lövéseket lehetett hallani. A tüntetők szerint a Mubárak mellett tüntetők meg akarták ostromolni a teret. A katonák erre a levegőbe lőttek, hogy feloszlassák ezt a tömeget. Később élőláncot alkottak, és így próbálták meg távol tartani a tér közepén gyülekező tüntetőket védelmező barikádoktól a feléjük közeledő tankokat. Egy szemtanú arról számolt be, hogy amikor a katonaság egyik vezetője a hullámpalából és drótokból összeeszkábált véderők lebontására szólított fel, a téren dulakodásig fajult a helyzet. Miközben egyre szorosabbra fogták a téren lévőket, a hadsereg helyi parancsnoka és a tüntetők összetalálkoztak. Arra kérte őket, hogy térjenek haza, és az élet térjen vissza a normális mederbe. A tüntetők erre azt válaszolták, hogy Mubárak fog elmenni, ők pedig maradnak. A hadsereg sokkal szervezettebb volt, és jobban tudta, mit akar tenni, mint eddig bármikor is. Kairó központjában továbbra is nagy erőkkel voltak jelen a hadsereg képviselői. A belügyminisztérium egyik szóvivője szerint a hadsereg mindvégig semleges álláspontra fog helyezkedni, mert ha támogatnának valakit, a másik fél rájuk foghatná, hogy elfogultak. Legfőbb feladatuknak azt tartják, hogy az ellentétes érdekű csoportok szétválasztásával megakadályozzák az összecsapások kialakulását. A Tahrír téren a nap folyamán ismét dulakodás tört ki, amiben egy tüntető az életét vesztette. Külföldiek egy csoportja csatlakozott a tüntetőkhöz, és virágokat osztogattak, valamint egy angol nyelvű transzparenst emeltek a magasba – kifejezve szolidaritásukat. Szuezből is ötszázan érkeztek a helyszínre. A jelentések szerint 10 000 ember töltötte az éjszakát Alexandria utcáin.
Iszlamista szélsőségesek arra szólították fel híveiket, hogy állítsák le az arab gázvezetéken keresztül Izraelbe történő gázszállítást. A Sínai-félszigeten emiatt szabotázsakciót hajtottak végre, és a gázszállítás egy hétig szünetelt.
Miután Szafvat es-Sheríf lemondott a felsőház elnöki pozíciójáról, helyére Hoszám Badrávit nevezték ki. Gamál, Mubárak fia lemondott a Politikai Bizottság titkári és a titkárhelyettesi pozíciójáról. Mufíd Seháb igazságügyi minisztert és Zakarijja Azmit, az elnöki stáb vezetőjét is kizárták a pártból. A kezdeti jelentések még azt is tudni vélték, hogy Mubárak lemondott a kormánypárt elnökének pozíciójáról is. Ezt az értesülést később azonban az állami televízió és az információügyi miniszter is megcáfolta. Habíb el-Ádli volt belügyminiszter és a vezetőség három tagja házi őrizetbe került. Hírek szerint több más biztonsági vezetőt is letartóztattak. Az ellenzéki vezetők azonban még mindig magát Mubárakot akarták eltávolítani a hatalomból. A tüntetőket arra kérték, hogy minden kedden és pénteken gyűljenek össze, míg Mubárak le nem mond, és igazat nem ad a népnek.
Február 6. – „A mártírok vasárnapja”

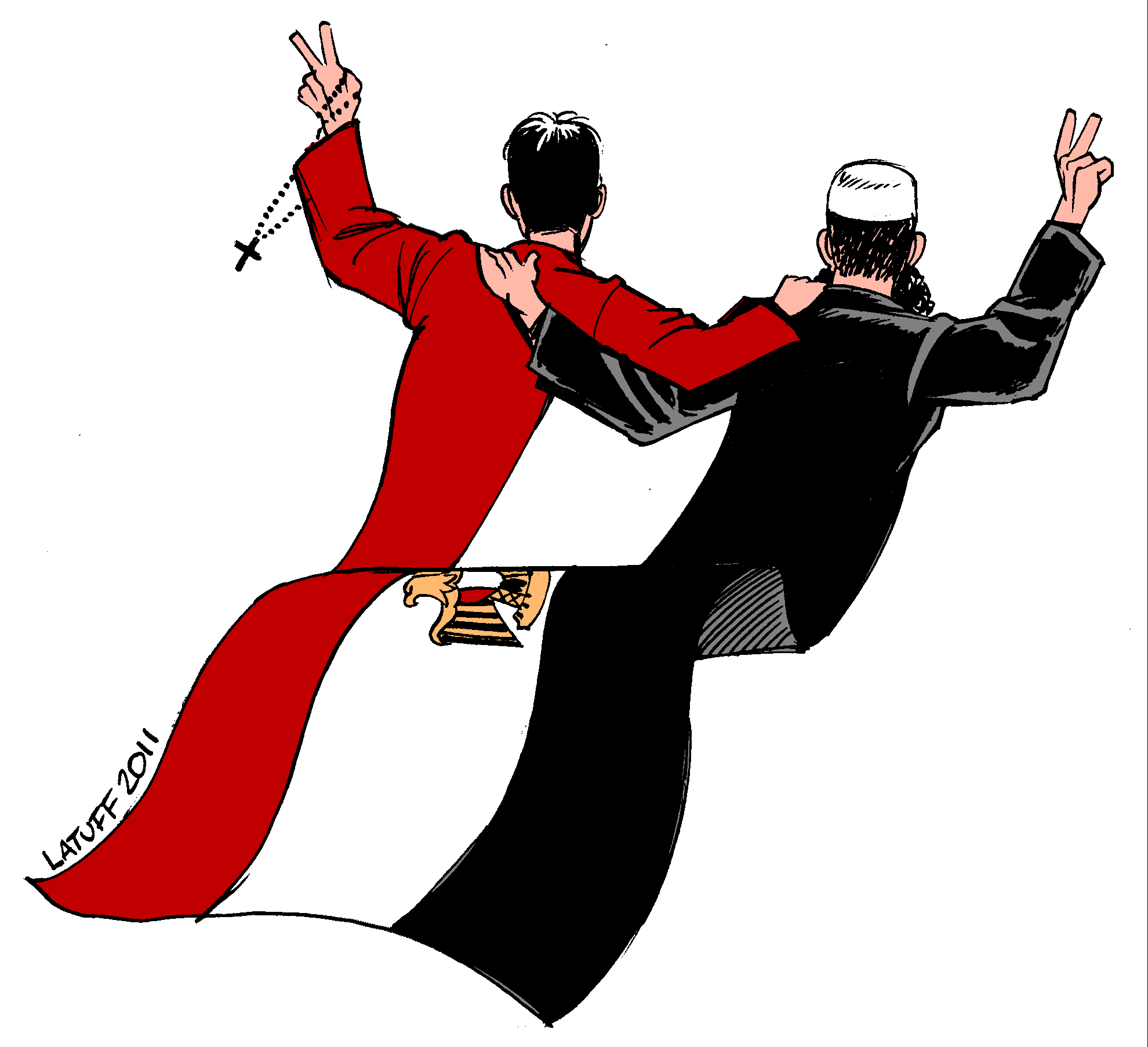
Muzulmánok és keresztények közösen Egyiptomért – Carlos Latuff karikatúrája

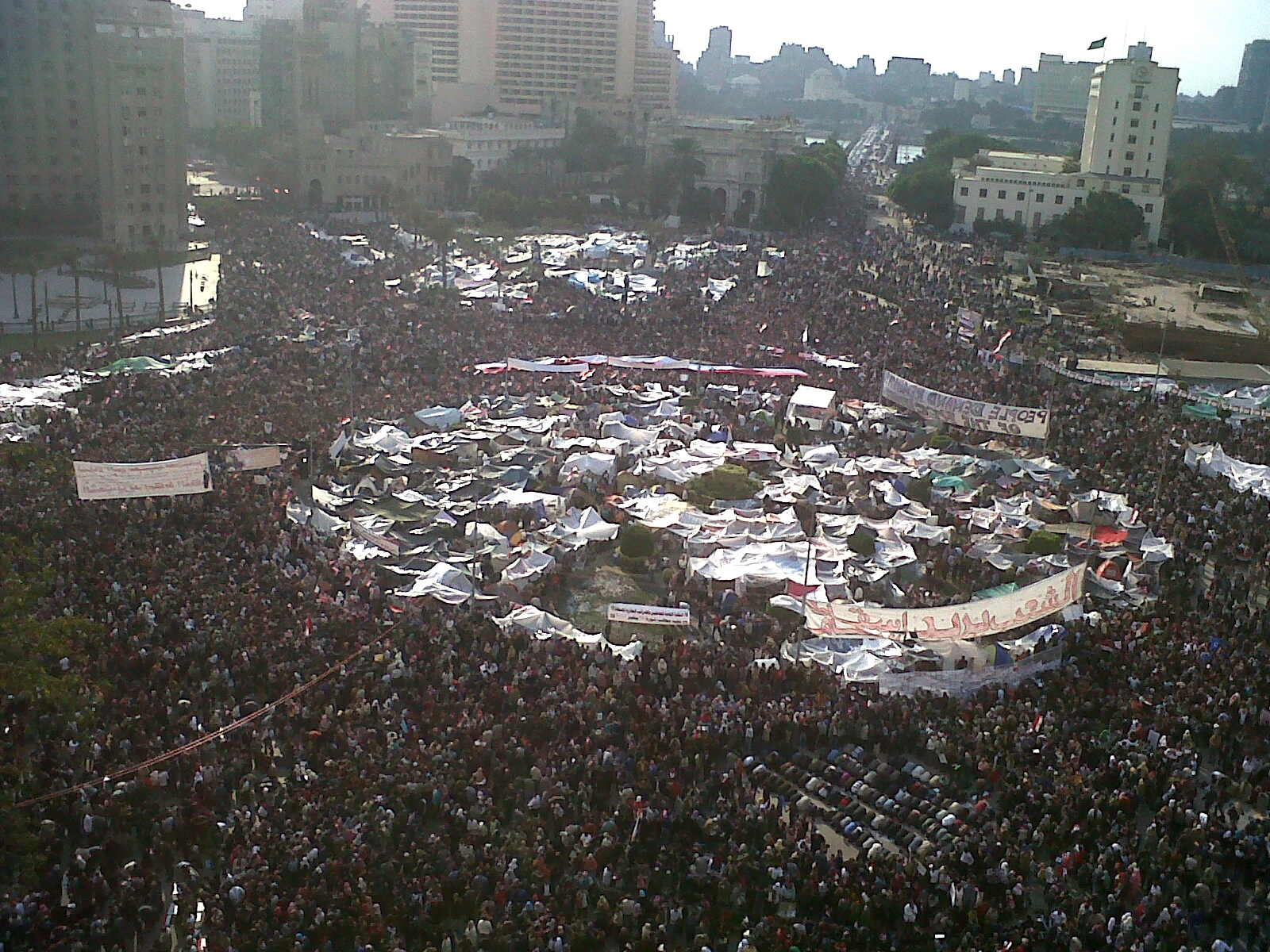
A Tahrír tér Egyiptom szeretetének napján

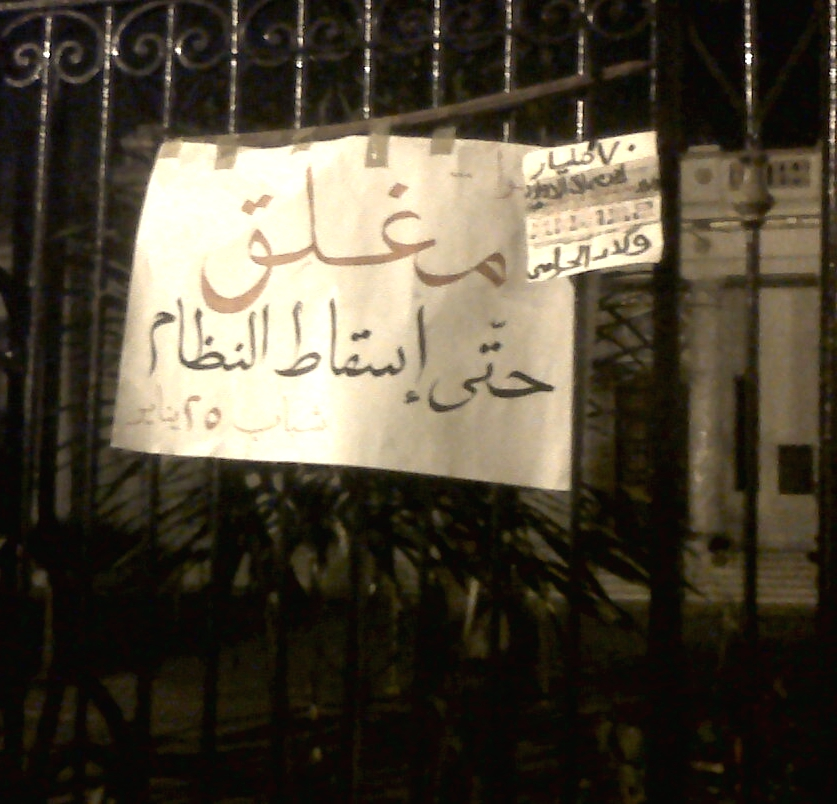
A rendszer bukásáig zárva

A harag napja, a harag péntekje, a milliók menete és a távozás péntekje szervezői ismét megmozdulást szerveztek, amelynek „a mártírok vasárnapja” (arabul: أحد الشهداء) nevet adták.

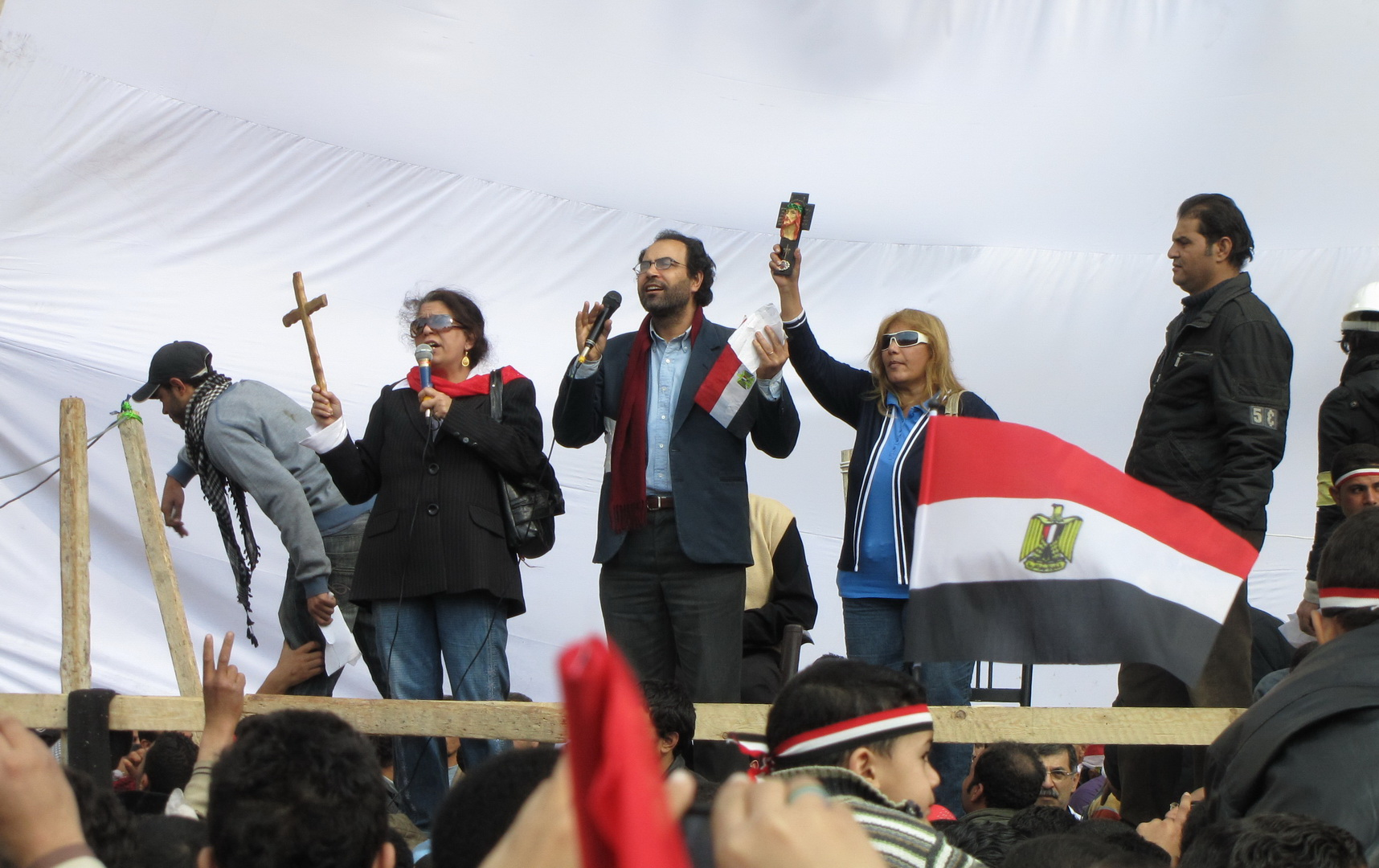
Koptok a tahrir téri imádkozás élén

Február 5–6. éjszakáján is többen a Tahrír téren táboroztak, mialatt Alexandriában késő éjszakába nyúltak a tüntetések. Reggel lövéseket lehetett hallani Kairó utcáin.

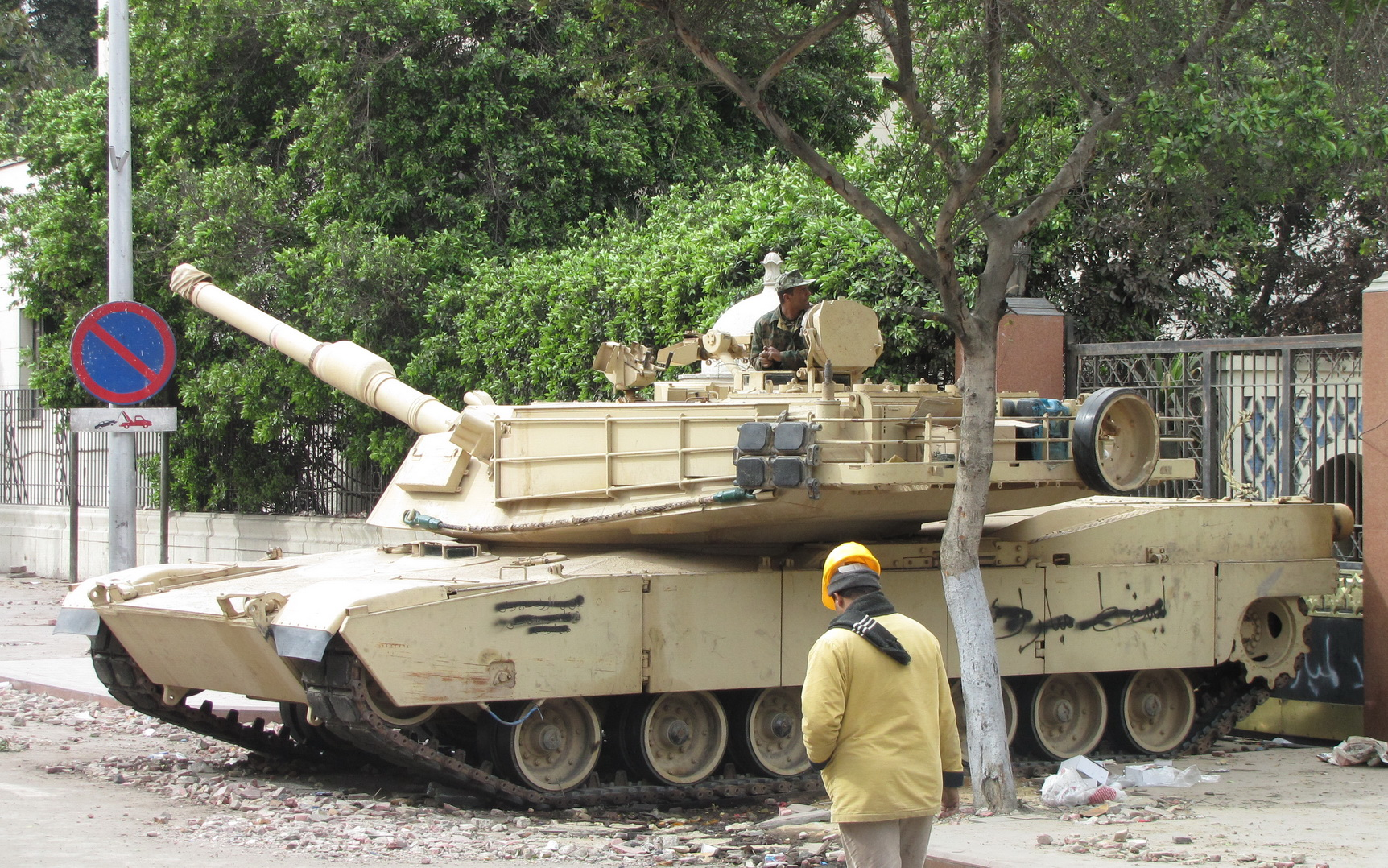
M1 Abrams harckocsi a Tahrir tér bejáratánál

Az egyiptomi keresztények szabadtéri istentiszteletet tartottak a Tahrír téren. Ezzel a központi televízió azon hírét akarták megcáfolni, hogy a központban összegyűlt tömeg mind a Muszlim Testvériség szimpatizánsa lenne. A koptok meg akarták mutatni, hogy ők is kiveszik a részüket az országos felkelésből, és ugyanazt gondolják, mint az ország nagy többsége. Amikor a keresztények elkezdték a vasárnapi miséjüket, a muzulmánok élőlánccal védelmezték őket. A Tahrír téren összegyűlt tömeg ezt énekelte: „Egyek vagyunk! Egyek vagyunk!” Délben a meghaltak emlékére gyászmisét tartottak. A muzulmánok később egy temetési imán vettek részt. Kairóban nagyjából 1 millió tüntető gyűlt össze. Mindeközben egy jegyespár úgy döntött, a tömegben házasodnak össze. Úgy tervezték, a nászútjuk idején is a Tahrír téren maradnak. Mindeközben Alexandria el-Rámel városrészében a vasútállomás környékén is hatalmas tüntetéseket szerveztek. Manszúra városában is több ezren tiltakoztak, és Mubárak leváltását követelték.
A hatalmon lévő rendszer tovább támadta az újságírókat. Ajman Mohji ed-Dínt, az Al Jazeera English egyik tudósítóját letartóztatták a Tahrír téren, és kilenc órán át őrizetben tartották.
Az országszerte ideiglenesen megnyitott bankok előtt hosszú sorok kígyóztak, az emberek főleg amerikai dollárhoz akartak jutni.
Omar Szulejmán alelnök eközben tárgyalni kezdett az ellenzék több képviselőjével, köztük Mohammed Morszival és esz-Szajjid el-Badavival. A Muzulmán Testvériség bejelentette, hogy ők is részt akarnak venni a megbeszéléseken. Szulejmán beleegyezett egy olyan tervbe, ami szerint bírókból és politikusokból felállítanak majd egy bizottságot, amelynek az alkotmányozási reform áttekintése lesz a fő feladata. A bizottság a tervek szerint március elején teszi le az asztalra a javaslatát. Nagíb Szávírisz, a megbeszélések egyik résztvevője szerint nagy előrelépések történtek.
Február 7.

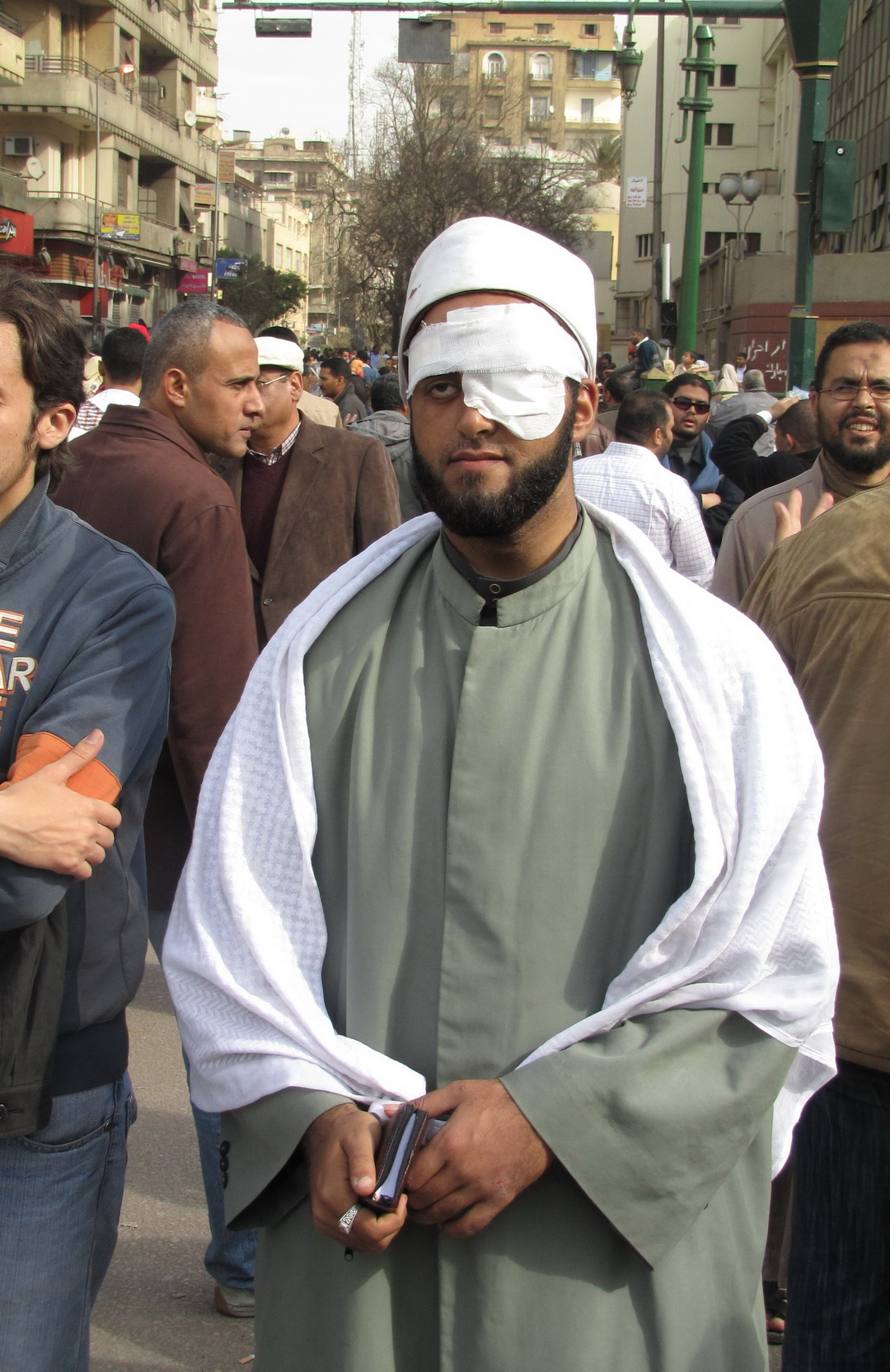
Az Azhar Egyetem egyik imámja, akinek a szeme sebesült meg

Váel Gonejmet, a Google közel-keleti és észak-afrikai marketingosztályának a vezetőjét, a Facebook egyik alapítóját szabadon engedték a január 25-i letartóztatásából. 20:00-kor a Twitteren a következő üzenetet tette közzé: „A szabadság az a gyümölcs, mely megédesíti az érte folytatott harcot”. Miután a DreamTV sugárzott egy vele, az előzetes letartóztatás alatt készített felvételt, több ezer szimpatizáns csatlakozott a következő Facebook-csoporthoz: „Felhatalmazzuk Váel Gonejmet, hogy az egyiptomi forradalom érdekében szólaljon fel”. Egy nyilatkozatban a következőket lehet olvasni:

„Először is részvétemet szeretném nyilvánítani mindazon egyiptomiakért, akik az életüket vesztették. Őszintén sajnálom, hogy elvesztettük őket, egyikünk sem ezt akarta. Nem rombolni akartunk. Kérem, ne csináljanak hőst belőlem. Nem vagyok hős. Egy olyan ember vagyok, aki 12 napot átaludt. Azok az igazi hősök, akik az utcákon voltak, kérem, azokat filmezzék, akik erre rászolgáltak. Jól vagyok. Isten is azt akarja, hogy változások legyenek az országunkban. Minden összecsapásnak abba kell maradnia. Együtt megtisztíthatjuk az országot. – Váel Gonejm”

Több százezren maradtak a Tahrír téren, és semmi jele nem volt annak, hogy el akarnának menni. Szimbolikusan eltemették Ahmed Mahmúdot, kint a téren. A tüntetők azt követelték, hogy vizsgálják ki a halála körülményeit.
Hargában hét ember megsebesült, miközben egy rendőrségi épületet rohamoztak meg. Azt akarták elérni, hogy távolítsák el az egyik rendőrségi tisztviselőt, akit túlságosan kemény kezűnek tartották. A rendőrség tüzet nyitott a tüntetőkre. A központi adatok szerint országszerte 11 ember vesztette életét. Az ENSZ jelentései legalább 300 halottról beszélnek. A MENA jelentése szerint Mubárak két bizottságot állított fel, amelyeknek a feladata az alkotmánymódosítás előkészítése.
Szamír Radván bejelentette, hogy 6,5 milliárd egyiptomi fontot (221 milliárd forintot) különítenek el a nyugdíjak és a kormánytisztviselők fizetésének 15%-os emelésére. Ez volt a kabinet első döntése a tüntetések megindulása óta. Egy tüntető azt mondta, ez az emelés nem elég ahhoz, hogy a tüntetők egyhamar abbahagyják a felvonulásukat. Bár a bankok kinyitottak, az iskolák és a tőzsde továbbra is zárva maradt.
Záhi Havássz, az ókori műemlékekért felelős miniszter bejelentette, hogy a fosztogatók okozta kárt öt napon belül kijavítják. Lépéseket tettek annak érdekében is, hogy ismét meg lehessen nyitni Egyiptom híres kulturális helyszíneit. Ezek a területek a demokráciáért folytatott tüntetések kitörése óta zárva voltak. Többek között Tutanhamon párducos álló szobrát, és az újbirodalom idején, 3500 évvel ezelőtt készített fa szarkofágot tették tönkre. A közvetlenül a tüntetések mellett lévő múzeumot ekkor már a hadsereg őrizte.
Habíb el-Ádli volt belügyminisztert hadbíróság elé állították, mivel tűzparancsot adott ki a tüntetők ellen – ezzel felborítva az egyiptomi nyugalmat –, valamint vizsgálták a szerepét a 2010. december 31-én, az alexandriai templomnál elkövetett robbantásban is.
Az állami Al-Ahram bejelentette, hogy a felkelők pártjára áll, és nem támogatja a hatalmon lévő rezsimet. A Spiegel meg nem erősített hírek alapján azt közölte, hogy Mubárak elhúzódó németországi kezelésre készül. Így úgy maradhatna az ország elnöke, hogy közben megteremti a békés átmenethez szükséges feltételeket.
Február 8. – „Egyiptom szeretetének napja”
A harag napja, a harag péntekje, a milliók menete és a távozás péntekje szervezői újabb megmozdulást hirdettek, amelynek az „Egyiptom szeretete” (arabul: يوم حب مصر, jaum hubb Miszr) nevet adták.
Az addigi egyik legnagyobb megmozduláson több mint egymillióan gyűltek össze a Tahrír téren és környékén. Többen arról számoltak be, hogy ez az első megmozdulás, amin részt vettek. Köztük több olyan egyiptomi is volt, akik ekkor tértek haza külföldről. Több száz tüntető ment az Egyiptomi Parlament épülete elé, és ott követelték Mubárak lemondását. Mások a felsőház és a Miniszterek Tanácsa elé vonultak. Ők ezután ott aludtak, közvetlenül a Tahrír tér mellett.
Alexandriában is erőteljes tüntetést tartottak. A Szuezi-csatorna munkásai is sztrájkba fogtak. A BBC tudósítója szerint ennyien még nem vonultak az utcára, mint ekkor délután.
Több száz újságíró gyűlt össze az állami Al-Ahram újság székházának előcsarnokában. Itt a korrupció ellen és a nagyobb sajtószabadság mellett emelték fel a szavukat.
Az egyiptomi állami televízióban Omar Szulejmán bejelentette, hogy két bizottságot alakítanak, amelyek a politikai és alkotmányos reformokat készítik elő. Az egyik bizottság a hatalomváltáshoz szükséges alkotmányos és egyéb jogi változtatásokat készíti elő, a másik a tervezett reformok megvalósulását kíséri figyelemmel. Azt is bejelentette, hogy a tüntetők ellen nem emelnek vádat, és létrehoznak egy tényfeltáró bizottságot is, amely megvizsgálja a február 2-i eseményeket. Bejelentette, hogy elkezdték kidolgozni a szélesebb körű sajtószabadság szabályait, és elkészítettek egy listát, hogy mit kell megtenni a szabad választások lebonyolítása érdekében. Reményei szerint a hatalomátadás folyamata békésen fog lezárulni. Szulejmán megismételte, hogy szerinte Egyiptom még nem készült fel a demokráciára, és lehet, hogy valaki puccsot hajt végre, hacsak nem kezdenek azonnal tárgyalásokat a tüntetők.
Ibráhím Joszri bíró, volt külügyminiszter-helyettes húsz kollégájával együtt arra kérte Abd el-Megíd Mahmúd legfőbb ügyészt, hogy az állam vagyonának eltulajdonítása miatt emeljen vádat Mubárak és családja ellen.
A Közel-keleti Hírügynökség értesülései szerint Mahmúd Vagdi belügyminiszter olyan politikai utasítást adott ki, aminek értelmében 34 – főként a Muszlim Testvériséghez kapcsolódó – politikai fogoly került szabad lábra.
Február 9.

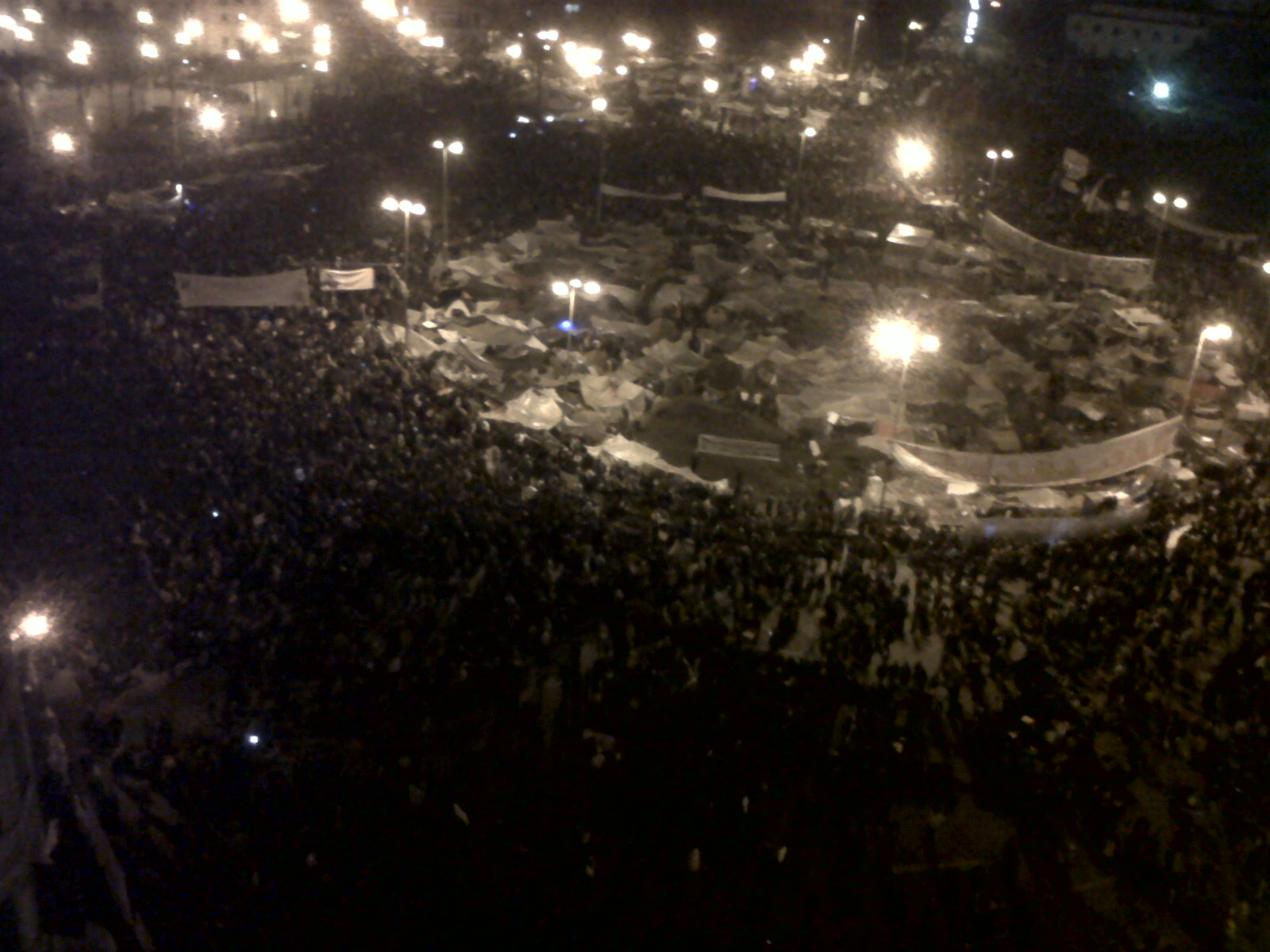
A Tahrir-tér február 9-én este

Néhány tüntető elhagyta a Tahrír teret, hogy a parlament előtt verje fel a sátrát. Ezzel a nemzetgyűlés azonnali feloszlatását akarták elérni. A tüntetők egy transzparenst függesztettek ki, amin a következő szöveg szerepelt: „A rezsim bukásáig zárva”. A kabinet irodáit evakuálták, a tisztviselőket pedig átköltöztették egy másik épületbe. Ezalatt a szakszervezetek országszerte – de elsősorban Kairóban, Alexandriában és Szuezben – általános sztrájkot hirdettek. Mindenki a magasabb fizetések és a jobb munkakörülmények miatt vonult az utcára. Jelentések szerint országszerte több városban 24 óra alatt 20 000 dolgozó csatlakozott a sztrájkhoz. Vádi l-Dzsadídban is összecsapások alakultak ki, miután rendőrségi épületeket és az NDP székházát is megostromolták. Többen meghaltak és több százan megsebesültek. Búr Szaídban a tüntetők – mivel a kormány nem tudta mindenkinek a lakhatását biztosítani – felgyújtották a központi vezetés helyi épületeit. Az eltelt két napban az összetűzésekben ketten meghaltak és több százan megsebesültek.
A külföldön élő egyiptomiak visszatértek az országba, hogy csatlakozhassanak a kormányellenes tiltakozásokhoz. Internetes kampányt indítottak, amelyben a hazatérést és a felkelés támogatását szorgalmazzák.
Az előző nap kihirdetett amnesztia értelmében több mint 1000 olyan rabot engedtek szabadon, akik letöltötték a büntetésük 75%-át. A Sínai-félszigeten további 840 rab nyerte vissza a szabadságát. A Muzulmán Testvériség még mindig Mubárak lemondását követelte. Az állami tulajdonú alexandriai Channel 5 a tüntetők nyomására bezárta az épületeit, munkatársait pedig kimenekítették.
A kormány arra figyelmeztetett, hogy a folyamatos tüntetések csökkentik a hadsereg erejét. Ahmed Abu l-Gajt külügyminiszter visszautasította az USA azon kérését, hogy függesszék fel a szükségállapotot, és azzal vádolta meg az Államokat, hogy saját akaratát akarja rákényszeríteni Egyiptomra.
Gáber Aszfúr kulturális miniszter egészségügyi okokra hivatkozva benyújtotta a lemondását.
Február 10.

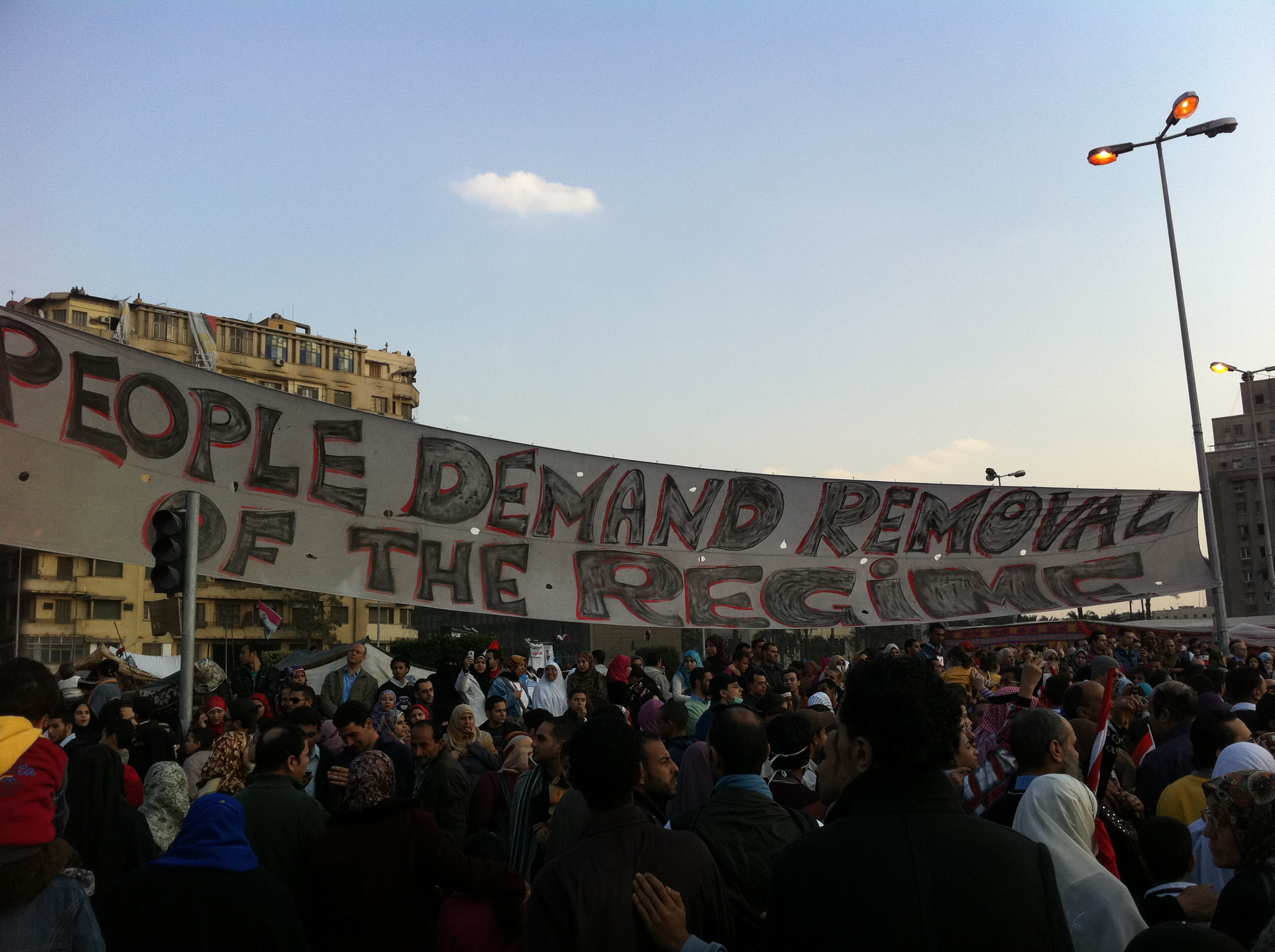
Óriástranszparens: „A nép a rezsim távozását követeli”

A parlament épületénél és a Tahrír téren tovább folytak a tüntetések. A bírói kamara épületétől 3000 jogász vonult a kamara épületétől az Abdín-palotához, az elnök egyik rezidenciájához. Nagyjából 1000, fehér köpenybe öltözött orvos is a Tahrír térre érkezett. Folytatódott az országos sztrájk, ami kiterjedt a szállításra és a turisztikai ágazatra is. Most már Alexandria, Mahalla és Búr Szaíd városát is elérte a sztrájkhangulat. A Mubárak lemondását régóta váró tüntetők euforikus hangulatban énekeltek és egyiptomi zászlókat lengettek.
Az Al Hurra tv arról számolt be, hogy Mubárak a közeljövőben át akarja adni a hatalmát a hadseregnek. Haszan ar-Ruvejni tábornok, Kairó körzetének parancsnoka azt mondta a Tahrír téren összegyűlt tüntetőknek: „Minden követelésük teljesül még ma”. Az állami televízió hozzátette, hogy Mubárak kairói palotájából még aznap beszédet akar intézni a tüntetőkhöz. Erre azután került sor, hogy a hadsereg bejelentette, ezután csak az ország biztonságát védelmezik. Az AP szerint katonai puccs következhet be. Az állami televízió beszámolója szerint Mohammed Huszejn Tantávi honvédelmi miniszter két tucatnyi katonai tisztviselővel találkozott. Sem Mubárak, sem elnökhelyettese nem volt jelen a találkozón. Jelentések szerint Anasz el-Fikki információügyi miniszter tagadta, hogy Mubárak le akarna mondani. Ahmed Safík miniszterelnök azt mondta: „Minden Hoszni Mubárak kezében van, ő pedig még semmilyen döntést nem hozott”. Az Al Arabiya megbízható forrásokra hivatkozva azt jelentette, hogy Mubárak egy beszédében minden hatalmát át fogja ruházni az alelnökére. Ez később meg is történt. Ekkor jelentette, be, hogy az alkotmányhoz hat módosítást akar benyújtani, és amint felkészült rá az ország, felfüggesztik a szükségállapotot. A tüntetők meghitt csendben vagy haraggal hallgatták az elnök beszédét. Többen kiabáltak és a cipőjüket lengették a levegőben. A hatalomátadásról azonban még nem esett szó. Mubárak azt mondta: „Úgy látom, azt várják tőlem, hogy az elnök jogosítványait és hatalmát átruházzam az alelnökre. Épp úgy, ahogy erről az alkotmány is rendelkezik”. Az alkotmány hivatkozott bekezdése szerint az elnököt akkor helyettesíti az alelnök, ha az ideiglenesen akadályoztatva van. Ez nem jelenti azt, hogy az elnök lemondana. Mubárak azt is mondta, hogy az országban kíván maradni, és mindent megtesz annak érdekében, hogy megvédje az alkotmányt és a polgárok biztonságát. Egészen addig akarja megtartani a hatalmat, amíg szeptemberben szabad és tisztességes választásokon a nép át nem ruházza másra a hatalmat. Mubárak beszéde után hárommillióan kiabálták a Tahrír téren, hogy „Takarodj, takarodj, takarodj!” Omar Szulejmán felszólította a Mubárak ellen tüntetőket, hogy menjenek haza. Szemtanúk arról számoltak be, hogy a hadsereg visszavonta a kairói elnöki területek közeléből az erősítésnek odavezényelt egységeket. Röviddel a bejelentés után nagy számban indultak meg az elnöki palota irányába. Barádei azt mondta Mubárak maradására válaszul: „Egyiptom fel fog robbanni”, és a hadsereget a mihamarabbi közbeavatkozásra szólította fel.
Mubárak beszéde előtt többen találgattak, hogy Szulejmán vagy Tantávi veszi át a helyét. Televíziós beszédében Mubárak kifejtette, hogy szerinte a világ bosszút fog állni azokon, akik felelősek az erőszakért, és tiszta jövőképe van arra vonatkozóan, hogy miképp fejeződik be a válság. Azonban meg van elégedve mindazzal, amit az országnak nyújtott. Megpróbál hat alkotmánymódosítást beterjeszteni, a szeptemberi elnökválasztásig pedig átadja a hatalmát az elnökhelyettesének.
Február 11.
Mivel mindenki Mubarak lemondására számított, ami aztán nem következett be, a helyzet elfajult az országban. Alexandriában, Kairóban és több nagyvárosban is tovább folytatódtak a heves tüntetések. A parlamentet és az elnöki palotát továbbra is a tüntetők vették körbe. Az állami televízió székházát is több ezren fogták közre, így se ki, se be nem lehetett menni. A hadsereg egy kommünikét adott közre, amelyben támogatja, hogy de jure Mubarak maradhasson az elnök, miközben a hatalmat átadja az alelnökének, Suleimannak. Hossam Badrawi, az NDP új elnöke nem volt megelégedve azzal, hogy Mubarak továbbra is hatalmon marad.

A hadsereg az elnöki palotát, a televízió és a rádió épületét is körbe vette. A tüntetők új helyszíneken gyülekeztek Kairóban. A tüntetők azért rohamozták meg a média épületit, mert nem voltak megelégedve azzal, ahogyan tudósítottak az eseményekről. Ezután a tüntetőkre irányult a média figyelme, és elkezdték az eseményt a január 25-i fiatalok forradalmának nevezni. Elismerték, hogy a közvetítésben előfordultak hibák. „Mi [az állami televízió] információs kavalkádban voltunk. Kívülről kemény utasításokat kaptunk.” Alexandriában és Manszurában is folytatódtak a tüntetések. Sínai északi részén Arishban 24 órán belül a második rendőrállomást gyújtották fel. Emiatt heves tűzpárbaj tört ki, amiben egy tüntető meghalt, húsz pedig megsebesült.
Mubarak lemondása
Omar Suleiman alelnök helyi idő szerint 18:00-kor az elnöki palotából jelentette be, hogy az elnöki poszt megüresedett, az ország vezetését pedig elnöki tanács veszi át.

„Az irgalmas és könyörületes Isten nevében jelentem be a polgároknak, hogy az elmúlt nehéz napok alatt Hoszni Mubarak elnök úgy határozott, lemond az ország köztársasági elnöki posztjáról, és felkérte a legfőbb katonai tanácsot, hogy tagjai vigyék ideiglenesen az ország ügyeit. Isten legyen mindnyájunkkal.”

A jelentések szerint Mubarak és családja elhagyta Kairót, és a Vörös-tenger partján a hűvösebb Sarm es-Sejkben tartózkodtak. Youssef Boutros Ghali volt pénzügyminiszter Egyiptomból Bejrútba menekült.
Barack Obama kijelentette: „Egyiptom népe felemelte a szavát, hangját meghallották, és az ország már soha nem lesz ugyanaz, mint ami előtte volt.”
Az ünneplés

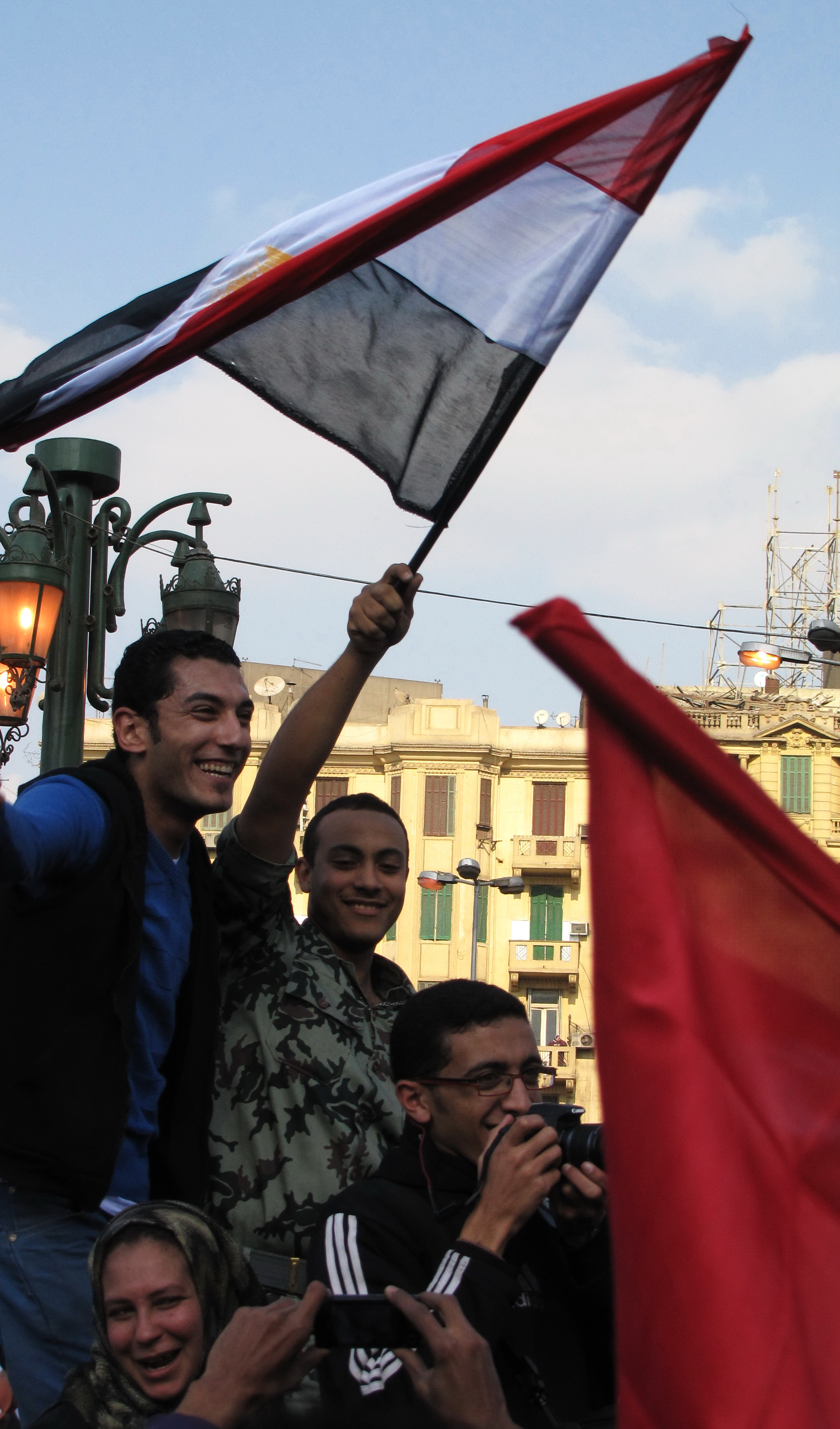
A Mubarak távozását ünneplő tüntetőkhöz csatlakozó katona

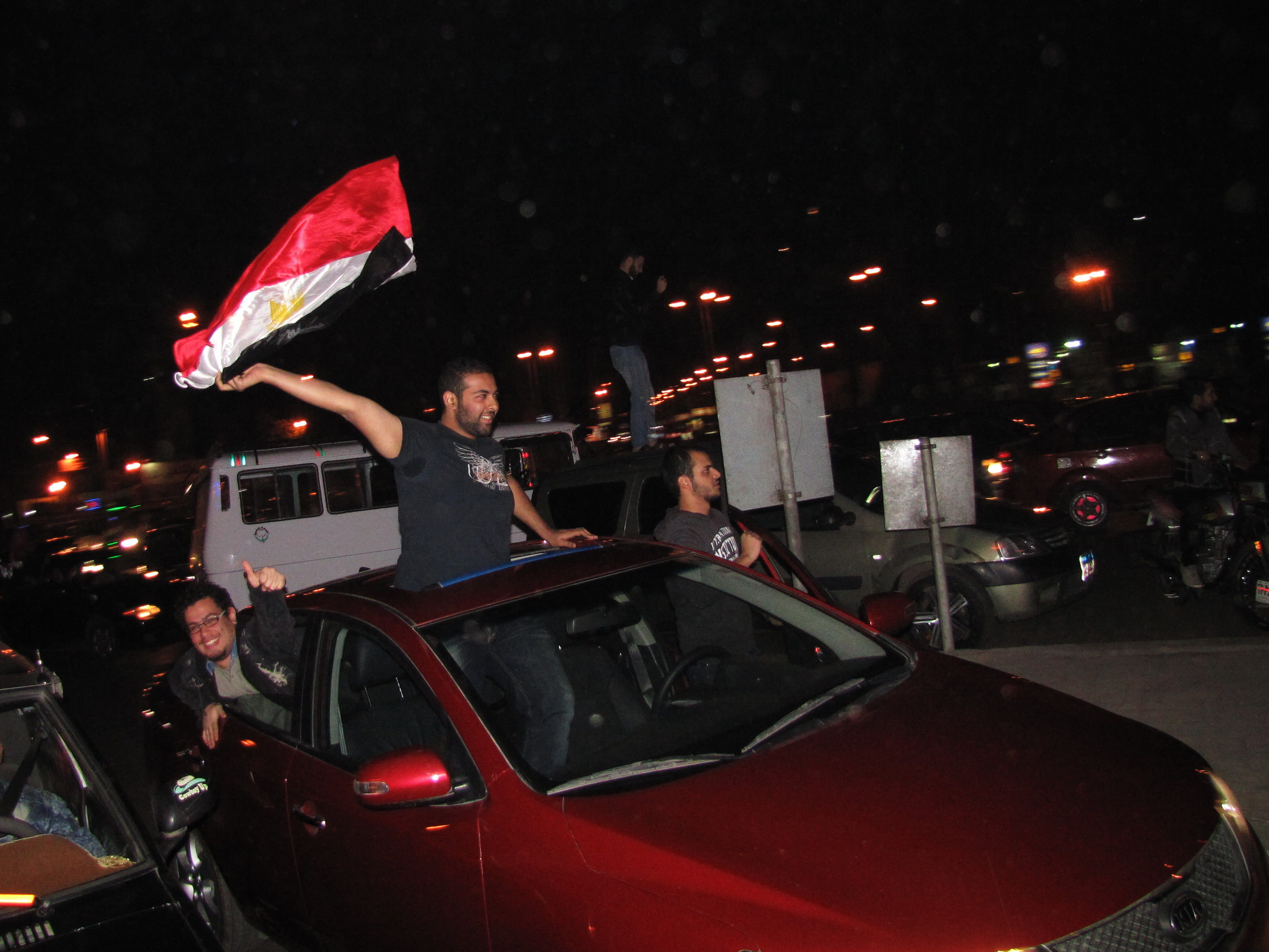
Gizában is Mubarak lemondását ünneplik

Mubarak lemondását országszerte ünnepségek követték. El-Baradei így nyilatkozott az AP-nek: „Ez életem legszebb napja. Évtizedes elnyomás után az ország ismét szabad lett”. Reményét fejezte ki, hogy a hatalomváltás minden gond nélkül megy végbe. Szerinte „Egyiptom szabad lett”. Több tudósító rámutatott, hogy ez a nap az 1979-es iszlám forradalom évfordulója.
A tőzsde újranyitása
A bejelentés hírére az NYSE Euronext egyik, az egyiptomi tőzsdén jegyzett részvényekre specializálódott, tőzsdén jegyzett befektetés értéke 5%-kal emelkedett. Egyiptom CDS-felára – az ország nemfizetési kockázatának az egyik mérőszáma – 0,25%-kal csökkent. AzAl Arabiya jelentései szerint a katonai tanács meneszteni akarja a kormányt, és fel akarja oszlatni a parlamentet. Alexandriában és Kairóban ünnepeltek, és mindenfelé dudáltak. A BBC jelentései szerint Gázában örömtüzeket gyújtottak.

## Letartóztatások

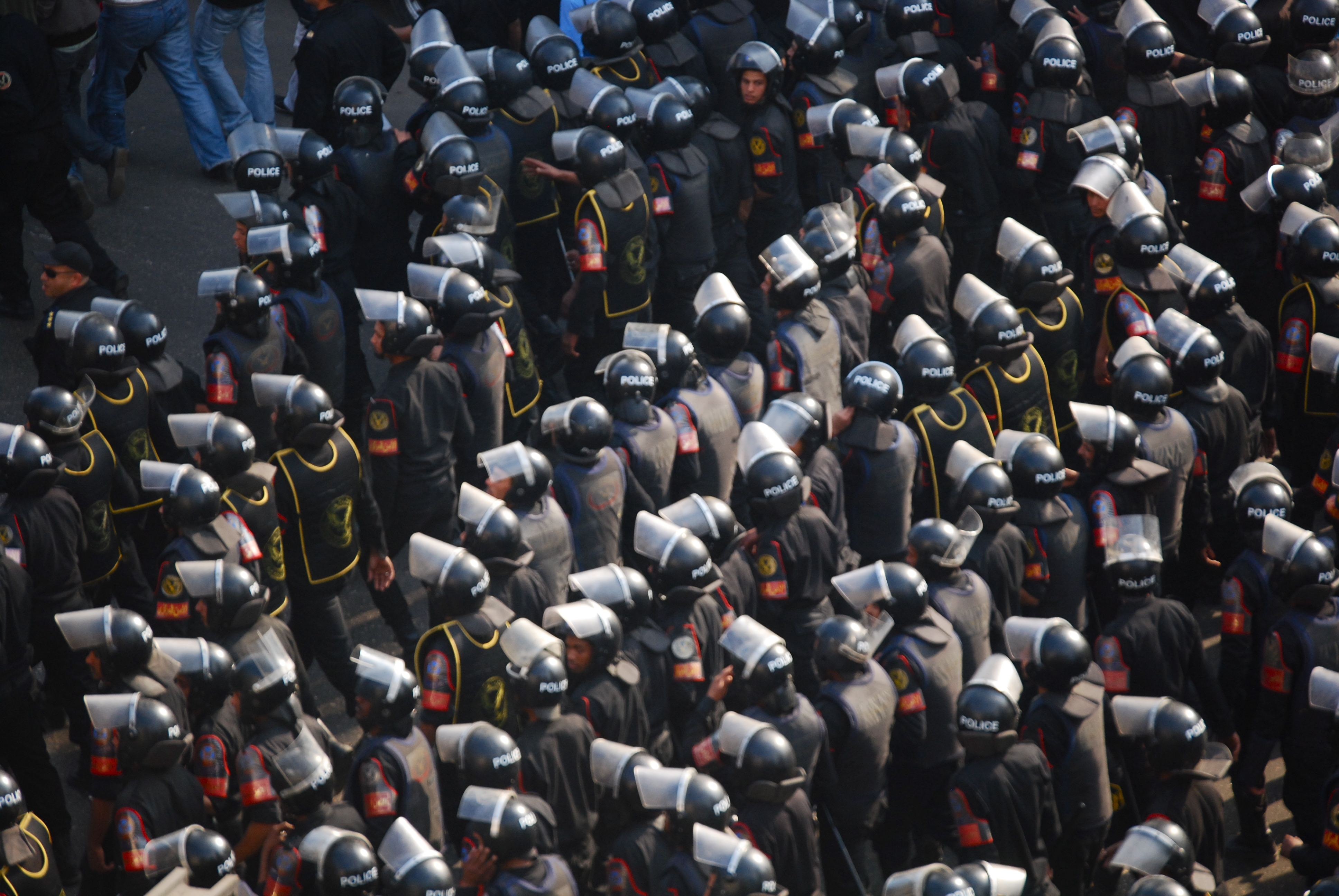
Az Egyiptomi Biztonsági erők sorfala a harag napján.

Aktivisták beszámolói szerint a rendőrök több tüntetőt is előállítottak a január 25-i tüntetések alatt. Gamál Íd, az arab világban történt embertelenségeket összegyűjtő szervezet vezetője szerint Assziutban 25 embert tartóztattak le. Hozzátette, hogy a rendőrség több transzparenst is lefoglalt. Biztonsági források arról számoltak be, hogy a január 25-i tüntetés előtti éjszaka ötven fiatal férfit tartóztattak le a városban. A megmozdulások keddi kezdete óta becslések szerint 860 embert börtönöztek be.
A Muszlim Testvériség forrásai szerint Muhandiszín városrészben egy, a tüntetésekre tartó csoportot vettek őrizetbe. Eszám el-Erjánt, a Muszlim Testvériség szóvivőjét január 28-án több társával közösen vették őrizetbe.
Ajman Núr, a liberális ellenzéki el-Gad Párt alapítója és vezetője azt állította, hogy fiát egy jelöletlen autóval szállították el. A biztonsági erők letartóztatták Jack Shenkert, a Guardian újságíróját. Shenker titokban felvételt készített arról, mikor a rendőrségi autóval elszállították. Őt és más tüntetőket is többször megverték. Csak ezután gyömöszölték be őket az egyik rabszállítóba. 43 társával volt egy olyan kabinban, ahova csak szűk fémrácson keresztül jutott be a levegő. Több órán át utaztatták őket, mialatt az egyik cukorbeteg tüntető kómába esett. A többiek megpróbálták megállásra kényszeríteni a sofőrt, de nem jártak sikerrel. Miután a várostól messze megálltak egy rendőrségi épületnél, egy ember kinyitotta az autó ajtaját, és kifejezetten egy rabot várt: Ajman Núr fiát. A foglyok megpróbálták legyőzni a rendőröket, ezután autókat intettek le, illetve másképp próbáltak meg visszajutni.

## Reakciók
Mohammed el-Barádei arra buzdította a lakosokat, hogy Tunéziához hasonlóan itt is űzzék el az elnököt. Azt mondta, a tüntetőket és az államhatalmat január 29-én egyedül képviselő katonaságot is megérti. Ezen a napon sehol sem lehetett rendőrrel találkozni. Sokan szimpatizáltak az utcákra kivezényelt katonákkal, akiket többen meg is sajnáltak.
Az egyiptomi felsőház külügyi és honvédelmi bizottságának az elnöke, a kormánypárt tagja azt mondta, hogy szerinte a tüntetéseknek még nincs vége.
Mubárak beszéde után a Muszlim Testvériség nyilatkozatot tett közzé, ami szerint Mubáraknak le kell mondania, és itt volt már az ideje, hogy a hadsereg is részt vegyen a folyamatokban.
Az országban jelenlévő három keresztény felekezet (a kopt, a katolikus és az evangélikus) arra kérte a híveit, hogy mivel nem ismerik a tüntetések valódi célját, maradjanak ki belőle. III. Senuda alexandriai pápa a demonstráció második napján tartott heti beszédében nyugalomra intette a híveket. Ennek ellenére több fiatal csatlakozott a kopt Rajmond Lakah Vafd-párti politikus és a Rafík Habíb vezette csoportokhoz. Szerinte napról napra egyre több kopt vett részt a tüntetéseken.

### Mubárak feloszlatja a kormányt
Január 29-én az előző napi tüntetések hatására Mubárak elnök beszédet intézett a nemzeti televízión keresztül az országhoz. Az éjfél után elkezdett beszéd volt az első, amelyben az ország vezetője a megmozdulások kitörése óta a nyilvánosság elé állt. Beszédében kifejtette, hogy bár a tüntetők átléptek egy határt, ahonnét már nincs visszaút, meg kell őrizni a nemzet stabilitását, a rendet és a törvényességet. Ennek érdekében felkérte a pár hónapja alakított kormányt, hogy a béke érdekében mondjon le, saját lemondását azonban nem ajánlotta fel.
Január 29-én Mubárak Omar Szulejmánt, az egyiptomi titkosszolgálat elnökét nevezte ki alelnöknek, és Ahmed Safík lett az új miniszterelnök.

### A média cenzúrázása

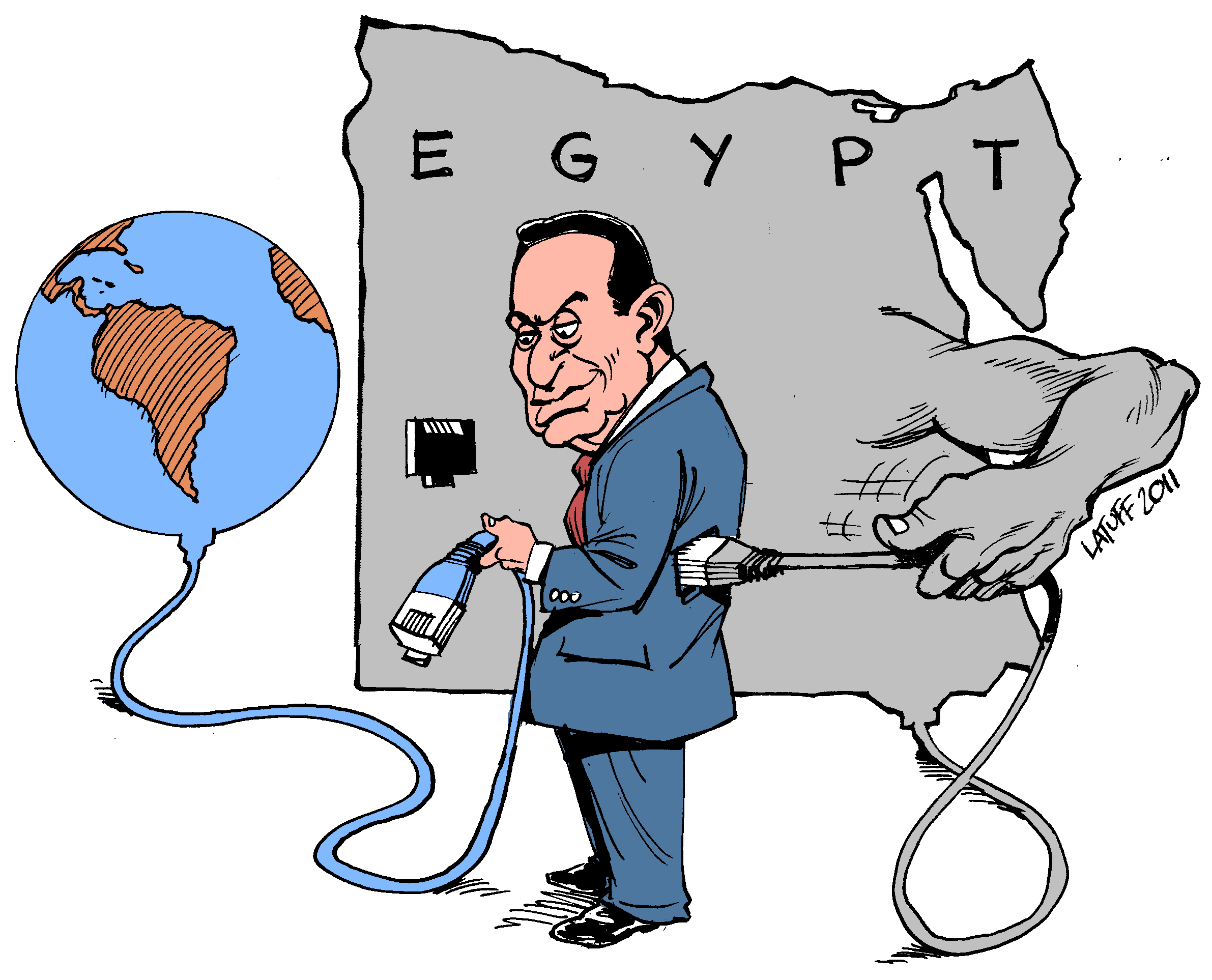
Carlos Latuff karikatúrája Mubárakot ábrázolja, amint lekapcsolja az internetet. Ekkor azonban őt is kihúzzák (kiűzik) az országból

A tüntetések első napjától kezdve a kormány mindent megtett, hogy cenzúrázza a médiatartalmat és gátolja a közösségi oldalak elérhetőségét. A tüntetők ugyanis ezeken keresztül tájékozódtak arról, hogy mi készülődik, illetve máshol mi zajlik. A tüntetés sikerét sokan a számítógépekhez nagyon értő, velük sokat foglalkozó fiataloknak tulajdonítják. Ők még a kormányzati tilalmak ellenére is hozzáfértek a közösségi portálokhoz.
Január 27-én a Twitteren több egyiptomi, illetve más médiákon a külföldi tudósítók is arról számoltak be, hogy a kormány meggátolja a rövid szöveges, illetve a BlackBerryn keresztül küldött üzenetek továbbítását. Ugyanekkor blokkolták a hozzáférést a Twitterhez, majd a Facebook lapjai is elérhetetlenek lettek. Az Al Jazeera arról számolt be, hogy adását át kellett állítani más frekvenciára, mert jeleit zavarták a Nilesat hálózatán.

### Az internet lekapcsolása
Január 27–28-án, helyi idő szerint éjfél körül az egyiptomi kormány majdnem teljes egészében elvágta az országot az internettől, aminek ekkora cenzúrázására még soha nem volt példa. Január 28-án 0:10 és 0:35 között nagyjából 3500 BGP-t zártak le. Nem egyszerre, hanem pár perces eltéréssel kapcsolták le a rendszereket. A Renesys szerint a Telecom Egypt 0:12-kor, a Raya/Vodafone 0:13-kor, a Link Egypt 0:17-kor, az Etisalat Misr 0:19-kor, az Internet Egypt pedig 0:25-kor kezdte el leállítani a szolgáltatását. A Renesys úgy jellemezte a helyzetet, mintha mindenkit egyesével hívnának fel, és mondanák meg nekik, hogy nem lesz kapcsolat. Ehelyett egy automata egyszerre is elintézhette ezt a feladatot. A Facebook megerősítette, hogy lapjait kevesebben látogatják Egyiptomból. A Kanadában működő, a BGP-ket figyelő honlap jelentése szerint a legtöbb elsődleges internetszolgáltató forgalma nagy mértékben esett, ha ugyan meg nem szűnt. Lényegében nem volt olyan egyiptomi honlap, amit el lehetett volna érni a világ bármely pontjáról.
Az amerikai külügyminisztérium szóvivője, Philip Crowley erre utalva úgy nyilatkozott, hogy mindenhol utat kell engedni a szabad kommunikációnak. A cenzúra megkezdése után nagyjából 24 órával a mobiltelefonokon és az okostelefonokon újra lehetett használni az e-mail-rendszereket.

### A tőzsde helyzete
Január 26-án szerdán az egyiptomi EGX index a tüntetések folytatásának lehetőségére spekulálva nagy mértékben esett. 2011. január 13. után az index értéke majdnem 1000 pontot esett, január 26-án 6,1, míg január 27-én 6,2%-kal csökkent. Ezután a tőzsde vezetője ideiglenesen felfüggesztette a kereskedést. A nagymértékű kezdeti esés után újra megnyílt a forgalom, az index pedig 10,5%-os zuhanással zárta a napot.
Január 28-án a Fitch Ratings Egyiptom adós kilátását negatívra rontotta, mivel a tüntetések elbizonytalanították a politikai és gazdasági kilátásokat. Az egyiptomi dollárban denominált kötvények kamata valamint az olaj ára emelkedett, a nemzetközi tőzsdék mutatói pedig csökkentek. Az arany nemzetközi ára 20 dollárral megugrott, így az eltelt 12 héten soha nem látott magasságokba, 1341 dollárig emelkedett egy uncia arany ára. Az olaj ára 2,7 dollárral (4,3%-kal) emelkedve 89,34 dollár lett, mivel sokan a helyzet eszkalálódásától tartottak.

### Mubárak családjának távozása
Gamál Mubárak, Hoszni Mubárak fia – a reménybeli örökös – az amerikai, arab nyelvű honlap, az Akhbar al-Arab értesülései szerint családjával 2011. január 5-én Londonba menekült. Később arról szóltak a hírek, hogy a család valójában mégsem repült el. Az Al Jazeera Kairóba küldött tudósítója is arról számolt be, hogy Gamál az egyiptomi fővárosban maradt, és a Nemzeti Demokratikus Párt vezetésével találkozott. Január 29-én, szombaton arról szóltak a hírek, hogy Gamál és Alá Mubárak családjával együtt megérkezett a brit fővárosba.

## Lásd még
- Port Szaíd-i stadiontragédia